# Biến đổi khí hậu

Nhiệt độ không khí bề mặt trung bình từ 2011 đến 2024 so với trung bình của giai đoạn 1856–1976

Nhiệt độ trung bình toàn cầu được theo dõi thay đổi từ thời kì tiền công nghiệp. Nguyên nhân chính cho sự tăng nhiệt độ toàn cầu trong thời đại công nghiệp là bởi các hoạt động của con người. Các tác động bởi tự nhiên có ảnh hưởng tương đối nhỏ đến sự tăng nhiệt độ.

Biến đổi khí hậu (Tiếng Anh: Climate change) hiện nay bao gồm cả nóng lên toàn cầu gây bởi các hoạt động của con người và các tác động của nó lên hệ thống khí hậu thời tiết Trái Đất. Trước đây đã có những thời kỳ biến đổi khí hậu, nhưng những thay đổi hiện tại diễn ra nhanh hơn bất kỳ thời điểm nào đã biết trước đây trong lịch sử Trái Đất. Nguyên nhân chính đó là sự phát thải khí nhà kính, chủ yếu là CO₂ và methan. Chủ yếu việc đốt các nhiên liệu hóa thạch phục vụ nhu cầu sử dụng năng lượng thải ra phần lớn các khí này. Nông nghiệp, sản xuất thép, xi măng, và suy giảm diện tích rừng cũng là những nguồn phát thải các khí này. Nhiệt độ tăng cũng ảnh hưởng bởi hiệu ứng hồi tiếp (climate feedbacks) như sự giảm diện tích băng phản chiếu ánh sáng Mặt Trời, và giải phóng khí carbon dioxide từ những khu rừng khô hạn. Những nguyên nhân này làm khuếch đại ấm lên toàn cầu.
Trên đất liền, nhiệt độ tăng nhanh gấp hai lần so với trung bình toàn cầu. Diện tích sa mạc mở rộng, trong khi các đợt nóng và cháy rừng xảy ra thường xuyên hơn. Nhiệt độ tăng ở vùng Bắc cực đã làm các tầng băng vĩnh cửu tan, sông băng lùi dần và giảm diện tích băng phủ bề mặt biển. Nhiệt độ cao hơn cũng làm xuất hiện thường xuyên các đợt bão mạnh và hiện tượng thời tiết cực đoan. Ở những nơi như các rạn san hô, dãy núi, và vùng Bắc Cực, nhiều loài sinh vật bị buộc phải di trú  hoặc rơi vào tuyệt chủng do môi trường sống của chúng bị thay đổi. Biến đổi khí hậu cũng đe dọa đến con người bởi tác động đến an ninh lương thực và thiếu nước ngọt, làm tăng các trận lụt, đợt nắng nóng, xuất hiện nhiều dịch bệnh, và gây thiệt hại kinh tế. Nó cũng làm con người di cư vì vấn đề môi trường. Tổ chức Y tế Thế giới gọi biến đổi khí hậu là mối đe dọa lớn nhất đến sức khỏe nhân loại trong thế kỷ 21. Ngay cả nếu như các nỗ lực giảm thiểu ấm lên toàn cầu trong tương lai là thành công, một số tác động của biến đổi khí hậu sẽ vẫn còn tiếp tục trong hàng thế kỷ. Điều này bao gồm mực nước biển dâng, các đại dương ấm hơn và acid hóa đại dương.
Nhiều tác động này đã được cảm nhận thấy ở mức độ ấm hiện tại, vào khoảng 1,2 °C (2 °F). Ủy ban Liên chính phủ về Biến đổi Khí hậu (IPCC) dự báo các tác động sẽ lớn hơn khi sự ấm lên đạt tới 1,5 °C và vượt qua mốc này. Hiện tượng ấm lên cũng làm tăng rủi ro tiến tới các điểm tới hạn, như sự tan của dải băng Greenland. Đáp lại những biến đổi này bao gồm thực hiện các hành động hạn chế sự ấm lên toàn cầu, và thích nghi với chúng. Sự ấm lên trong tương lai có thể được giảm thiểu (hay hạn chế) bằng cách giảm lượng phát thải khí nhà kính và loại bỏ chúng khỏi bầu khí quyển. Điều này sẽ bao gồm sử dụng nhiều hơn năng lượng gió và mặt trời, chấm dứt sử dụng than đá, và tăng hiệu quả sử dụng năng lượng. Việc chuyển sang sử dụng các xe chạy điện, giao thông công cộng, và các máy bơm nhiệt cho các hộ gia đình và tòa nhà thương mại, có thể giảm thêm được hơn nữa lượng khí phát thải. Ngăn chặn nạn phá rừng và tăng diện tích rừng bao phủ cũng giúp hấp thụ khí CO2. Một số quốc gia có thể thích nghi với biến đổi khí hậu thông qua việc thực hiện bảo vệ bờ biển, quản lý thảm họa thiên nhiên tốt hơn, và phát triển các loại cây trồng thích ứng với biến đổi khí hậu. Bản thân những nỗ lực thích ứng này không thể tránh được nguy cơ bị các tác động nghiêm trọng, lan rộng và lâu dài.
Theo thỏa thuận chung Paris 2015, các quốc gia cùng đồng ý giữ mức ấm lên "phải dưới 2 °C" thông qua các nỗ lực giảm thiểu. Tuy nhiên, với các cam kết thực hiện theo thỏa thuận này, ấm lên toàn cầu vẫn tiến tới mốc 2,7 °C vào cuối thế kỷ này. Giới hạn ấm lên tới mức 1,5 °C sẽ đòi hỏi cắt giảm một nửa lượng khí thải vào năm 2030 và đạt tổng lượng phát thải bằng 0 vào năm 2050.

## Thuật ngữ

Nhiệt độ không khí bề mặt trung bình 2011-2020 so với mốc trung bình 1951-1980 (nguồn: NASA)

Thuật ngữ "ấm lên toàn cầu" không phải mới. Ngay từ những năm 1930 các nhà khoa học đã lo ngại "carbon dioxide gia tăng từ việc đốt nhiên liệu hóa thạch có thể gây ấm lên toàn cầu, khả năng đến mức mà rốt cục làm chỏm băng tan chảy và ngập lụt các thành phố ven biển." Trước thập niên 1980, khi mà chưa rõ liệu ấm lên do khí nhà kính có lấn át mát đi do sol khí, các nhà khoa học thường dùng cụm từ "điều chỉnh khí hậu vô tình" để nói đến tác động của nhân loại đến khí hậu. Vào thập niên 1980, các thuật ngữ ấm lên toàn cầu và biến đổi khí hậu trở nên phổ biến, trong đó ấm lên toàn cầu chỉ đề cập đến sự ấm lên bề mặt gia tăng còn biến đổi khí hậu mô tả hiệu ứng đầy đủ của khí nhà kính đối với khí hậu. Sau khi được nhà khí hậu học NASA James Hansen sử dụng trong phiên chứng nhận tại Thượng viện Hoa Kỳ năm 1988, ấm lên toàn cầu đã trở thành thuật ngữ phổ biến nhất. Sang đến thập niên 2000 biến đổi khí hậu được nhiều người biết đến hơn. Ấm lên toàn cầu thường nói đến sự ấm lên của hệ thống Trái Đất do con người trong khi biến đổi khí hậu có thể nói đến biến đổi nhân tạo hoặc tự nhiên. Hai thuật ngữ này thường được dùng thay thế cho nhau.
Các nhà khoa học, chính trị gia và nhân vật truyền thông khác nhau dùng thuật ngữ khủng hoảng khí hậu hay khẩn cấp khí hậu để nói về biến đổi khí hậu và dùng hâm nóng toàn cầu thay vì ấm lên toàn cầu. Chủ bút chính sách của The Guardian lý giải họ không loại những từ này ra khỏi nguyên tắc biên tập để "vừa đảm bảo tính chính xác về khoa học, vừa truyền đạt rõ ràng với độc giả về vấn đề rất quan trọng này". Từ điển Oxford chọn khẩn cấp khí hậu là từ của năm 2019 và định nghĩa thuật ngữ này là "tình huống cần hành động khẩn cấp để giảm thiểu hoặc ngăn chặn biến đổi khí hậu và tránh những thiệt hại môi trường không thể đảo ngược tiềm tàng là hậu quả của nó".

## Sự gia tăng nhiệt độ đã nghiên cứu
Nhiều bộ dữ liệu được tạo ra một cách độc lập cho thấy hệ thống khí hậu đang ấm lên, cụ thể như thập niên 2009–2018 đã ấm hơn mốc tiền công nghiệp (1850–1900) 0,93 ± 0,07 °C (1,67 ± 0,13 °F). Hiện tại, nhiệt độ bề mặt đang tăng khoảng 0,2 °C (0,36 °F) mỗi thập kỷ và mức nhiệt năm 2020 đã cao hơn thời  tiền công nghiệp 1,2 °C (2,2 °F). Kể từ năm 1950 số ngày và đêm lạnh đã giảm trong khi số ngày và đêm ấm tăng lên.

Nhiệt độ bề mặt toàn cầu trong 2000 năm qua được phục dựng nhờ dữ liệu ủy thác từ vòng gỗ, san hô, lõi băng biểu thị bằng đường màu xanh. Dữ liệu quan sát trực tiếp là đường đỏ.

Trong khoảng thế kỷ 18 đến giữa thế kỷ 19 mức độ ấm lên là không đáng kể. Các nguồn thông tin khí hậu từ kho lưu trữ tự nhiên như cây cối và lõi băng cho thấy những biến động tự nhiên đã bù đắp hiệu ứng ban đầu của Cách mạng Công nghiệp. Số liệu nhiệt kế được ghi chép trên phạm vi toàn cầu từ năm 1850. Các hình mẫu ấm lên và mát đi trong quá khứ như Dị thường Khí hậu thời Trung Cổ hay Kỷ Băng hà Nhỏ không xảy ra cùng lúc trên khắp các khu vực khác nhau nhưng nhiệt độ có thể đạt cao đến ngưỡng nhiệt độ cuối thế kỷ 20 ở một số khu vực nhất định. Thời tiền sử cũng đã từng chứng kiến những lần ấm lên toàn cầu, như Cực điểm nhiệt Cổ–Thủy tân. Tuy nhiên, sự gia tăng nhiệt độ và nồng độ CO2 quan sát thời hiện đại là quá nhanh đến nỗi kể cả các sự kiện địa vật lý đột ngột đã từng xảy ra trong lịch sử Trái Đất cũng không tiệm cận tốc độ hiện tại.
Việc đo lường nhiệt độ không khí cộng thêm một phạm vi rộng những quan sát khác cung cấp bằng chứng chỉ ra sự ấm lên. Giáng thủy cùng băng tuyết tan chảy gia tăng về cường độ và tần suất, trong khi độ ẩm không khí cũng tăng. Hệ động thực vật hành xử tương thích với khí hậu ấm lên, ví dụ là thực vật nở hoa sớm hơn vào mùa xuân. Một dấu hiệu quan trọng khác là thượng tầng khí quyển lạnh đi cho thấy khí nhà kính đã giam nhiệt gần bề mặt Trái Đất và ngăn không cho nó tỏa vào vũ trụ.
Mặc dù những địa điểm ấm lên là khác nhau song hình mẫu không phụ thuộc vào nơi khí nhà kính được thải ra vì khí tồn tại đủ lâu để khuếch tán khắp hành tinh. Kể từ thời tiền công nghiệp, nhiệt độ mặt đất trung bình toàn cầu đã tăng nhanh gần gấp đôi nhiệt độ bề mặt trung bình toàn cầu. Điều này là bởi đại dương có nhiệt dung lớn hơn và đại dương mất nhiều nhiệt hơn do bay hơi. Hơn 90% năng lượng bổ sung trong hệ thống khí hậu 50 năm qua được lưu trữ ở đại dương và phần còn lại thì làm ấm các lục địa, khí quyển và làm tan băng.

Dữ liệu của NASA cho thấy nhiệt độ bề mặt mặt đất đã tăng nhanh hơn nhiệt độ bề mặt đại dương.

Bắc Bán cầu và Bắc Cực đã ấm lên nhanh hơn nhiều Nam Bán cầu và Nam Cực. Bắc Bán cầu có nhiều đất hơn, nhiều băng biển và lớp tuyết phủ theo mùa hơn do kiểu bố trí đất đai quanh Bắc Băng Dương. Khi những dạng bề mặt này chuyển từ phản chiếu lượng lớn ánh sáng sang trở nên tối tăm sau khi băng tan chảy, chúng bắt đầu hấp thu nhiều nhiệt hơn. Carbon đen lắng trên băng và tuyết cũng góp phần làm vùng Bắc Cực ấm lên. Nhiệt độ vùng Bắc Cực đã tăng và được dự đoán tiếp tục tăng trong thế kỷ này với tốc độ hơn gấp đôi phần còn lại của thế giới. Các sông băng và phiến băng ở vùng Bắc Cực tan chảy làm gián đoạn hoàn lưu đại dương, như việc làm Dòng Vịnh suy yếu, càng khiến khí hậu thay đổi thêm.

## Tác nhân khiến nhiệt độ gia tăng gần đây

Các yếu tố góp phần vào biến đổi khí hậu theo báo cáo đánh giá lần thứ 5 của IPCC

Hệ thống khí hậu trải qua những chu kỳ khác nhau mà có thể kéo dài hàng năm (như El Niño–Dao động phương Nam), hàng thập kỷ hay thậm chí thế kỷ. Những thay đổi khác có nguyên nhân từ sự mất cân bằng năng lượng "nằm ngoài" hệ thống khí hậu nhưng không phải luôn luôn bên ngoài Trái Đất. Ví dụ về yếu tố chi phối bên ngoài bao gồm thay đổi trong thành phần khí quyển (nồng độ khí nhà kính tăng), độ sáng mặt trời, phun trào núi lửa, biến động trong quỹ đạo Trái Đất quanh Mặt trời.
Để xác định vai trò của con người làm khí hậu thay đổi cần loại trừ tính biến đổi của khí hậu bên trong và những yếu tố tự nhiên bên ngoài. Một phương pháp then chốt là xác định những "dấu chỉ" độc nhất cho mọi nguyên nhân tiềm tàng rồi so sánh chúng với những mô hình biến đổi khí hậu đã quan sát. Ví dụ, có thể loại Mặt trời ra khỏi nhóm nguyên nhân chính do đặc điểm của nó là làm ấm toàn bộ khí quyển chứ không phải chỉ hạ tầng khí quyển như được dự kiến từ khí nhà kính (thứ giam nhiệt năng tỏa ra từ bề mặt). Tính chất của biến đổi khí hậu gần đây cho thấy khí nhà kính gia tăng là nguyên nhân chủ yếu nhưng sol khí cũng đóng vai trò đáng kể.

### Khí nhà kính

Các ngưỡng nồng độ trong 800.000 năm qua theo đo đạc từ lõi băng (đường xanh dương/xanh lá) và đo trực tiếp (đường đen)

Trái Đất hấp thu ánh sáng mặt trời rồi tỏa nó ra dưới dạng nhiệt. Khí nhà kính trong khí quyển hấp thu và phát lại bức xạ hồng ngoại, làm chậm quá trình thoát nhiệt qua khí quyển rồi vào vũ trụ. Trước Cách mạng Công nghiệp, lượng khí nhà kính phát sinh tự nhiên khiến không khí gần bề mặt ấm hơn khoảng 33 °C (59 °F) so với khi không có khí nhà kính. Trong khi hơi nước (~50%) và mây (~25%) góp phần lớn nhất vào hiệu ứng nhà kính, chúng gia tăng như kiểu chức năng của nhiệt độ và do đó được xem là phản hồi. Mặt khác, nồng độ các khí như CO2 (~20%), ozone tầng đối lưu, CFC và dinitơ monoxide không phụ thuộc vào nhiệt độ nên được xem là yếu tố chi phối bên ngoài.
Hoạt động của con người kể từ Cách mạng Công nghiệp, chủ yếu là khai thác và đốt nhiên liệu hóa thạch (than đá, xăng, khí thiên nhiên), đã làm tăng lượng khí nhà kính trong khí quyển dẫn tới mất cân bằng bức xạ. Vào năm 2018, nồng độ CO2 và methane đã tăng lần lượt khoảng 45% và 160% so với năm 1750. Mức CO2 này cao hơn nhiều bất kỳ mức nào khác trong 800.000 năm qua, quãng thời gian mà dữ liệu đáng tin cậy được thu thập từ không khí bị giam trong lõi băng. Bằng chứng địa chất ít trực tiếp chỉ ra giá trị CO2 không cao đến như vậy trong hàng triệu năm.

Kể từ năm 1880, lượng khí thải được bổ sung ngày càng nhiều từ các nguồn khác nhau.

Trong năm 2018 tổng lượng khí nhà kính con người phát thải trên toàn cầu tương đương 52 tỷ tấn CO2 trong đó 72% là CO2, 19% là methane, 6% là dinitơ monoxide, và 3% là các khí fluor. Khí thải CO2 chủ yếu đến từ việc đốt nhiên liệu hóa thạch để cung cấp năng lượng cho vận tải, sản xuất, tạo nhiệt, và điện lực. Một lượng CO2 khác đến từ việc phá rừng và các quá trình công nghiệp bao gồm CO2 sinh ra bởi những phản ứng hóa học phục vụ sản xuất xi măng, thép, nhôm, phân bón. Khí thải methane đến từ chăn nuôi, phân bón, trồng lúa, bãi chôn lấp, nước thải, khai thác than, khai thác dầu khí. Khí thải dinitơ monoxide chủ yếu đến từ phân hủy vi sinh phân bón vô cơ và hữu cơ. Xét khía cạnh sản xuất, nguồn phát thải khí nhà kính toàn cầu chủ yếu được ước tính như sau: điện lực và nhiệt (25%), nông lâm nghiệp (24%), công nghiệp và sản xuất (21%), vận tải (14%), xây dựng (6%).
Mặc dù phá rừng làm tăng lượng khí thải nhà kính nhưng bề mặt Trái Đất, nhất là rừng, vẫn là một bể chứa carbon quan trọng. Các quá trình tự nhiên như cố định carbon trong đất và quang hợp giúp bù đắp khí nhà kính sinh ra bởi phá rừng. Bể chứa bề mặt đất ước tính loại bỏ khoảng 29% khí thải CO2 toàn cầu mỗi năm. Đại dương cũng đóng vai một bể chứa carbon quan trọng thông qua quá trình hai bước. Đầu tiên, CO2 hòa tan trong nước bề mặt. Kế đến, hoàn lưu đảo lộn phân bổ CO2 sâu vào lòng đại dương, ở đó chúng tích lũy qua thời gian như một phần của chu trình carbon. Trong hai thập kỷ vừa qua các đại dương trên Trái Đất đã hấp thu 20 đến 30% khí thải CO2.

### Sol khí và mây
Ô nhiễm không khí mang hình thức sol khí không chỉ áp đặt gánh nặng lớn lên sức khỏe con người mà còn ảnh hưởng đến khí hậu trên quy mô phổ quát. Từ năm 1961 đến 1990 đã quan sát lượng ánh sáng mặt trời đến bề mặt Trái Đất giảm dần, một hiện tượng được nhiều người biết đến như mờ đi toàn cầu mà nguyên nhân điển hình là sol khí sinh ra từ hoạt động đốt nhiên liệu sinh học và nhiên liệu hóa thạch. Vì giáng thủy loại bỏ sol khí nên sol khí chỉ tồn tại trong tầng đối lưu khí quyển khoảng độ một tuần, nhưng sol khí ở tầng bình lưu thì có thể duy trì vài năm. Xét phạm vi toàn cầu, sol khí đã đang trên đà giảm từ năm 1990 đồng nghĩa chúng không còn che đậy ấm lên toàn cầu do khí nhà kính nhiều nữa.
Bên cạnh những hiệu ứng trực tiếp (tán xạ và hấp thu bức xạ mặt trời), sol khí còn có hiệu ứng gián tiếp lên quỹ bức xạ của Trái Đất. Các sol khí sulfate đóng vai trò như hạt nhân ngưng tụ mây và do đó khiến mây có nhiều giọt hơn và giọt nhỏ hơn. Mây này phản xạ bức xạ mặt trời hiệu quả hơn mây có ít giọt và giọt lớn hơn. Hiệu ứng này còn khiến các giọt có kích cỡ đồng đều hơn, làm giảm sự phát triển của giọt mưa và khiến mây phản chiếu tốt hơn ánh sáng mặt trời chiếu vào. Hiệu ứng gián tiếp của sol khí là thành phần không chắc chắn nhất của cưỡng bức bức xạ.
Trong khi sol khí thường kìm hãm ấm lên toàn cầu bằng việc phản chiếu ánh sáng mặt trời, carbon đen trong bồ hóng rơi xuống tuyết hoặc băng có thể góp phần gây ấm lên toàn cầu. Hiện tượng này làm tăng sức hấp thu ánh sáng mặt trời, đẩy nhanh tốc độ tan chảy của băng tuyết và nước biển dâng. Hành động hạn chế carbon đen lắng đọng ở vùng Bắc Cực có thể giảm thiểu ấm lên toàn cầu bớt đi 0,2 °C (0,36 °F) đến năm 2050.

### Sự thay đổi bề mặt đất

Độ che phủ cây xanh toàn cầu mất đi hàng năm đã tăng gần gấp đôi kể từ năm 2001, đến một diện tích ngang nước Ý.

Con người thay đổi bề mặt Trái Đất chủ yếu nhằm tạo ra thêm đất nông nghiệp. Hiện nay, đất nông nghiệp chiếm đến 34% diện tích đất của Trái Đất, 26% là rừng và 30% là phần không thể cư ngụ (sông băng, hoang mạc, v.v.). Diện tích đất rừng tiếp tục giảm, đa phần do việc chuyển đổi sang đất trồng trọt ở vùng nhiệt đới. Hành vi phá rừng là khía cạnh quan trọng nhất của việc thay đổi bề mặt đất tác động đến ấm lên toàn cầu. Những nguyên nhân chính dẫn đến hủy hoại rừng là: thay đổi phương thức sử dụng đất dài hạn từ rừng sang đất nông nghiệp tạo ra sản phẩm như thịt bò và dầu cọ (27%), khai thác gỗ để sản xuất lâm sản (26%), du canh ngắn hạn (24%), và cháy rừng (23%).
Ngoài ảnh hưởng đến nồng độ khí nhà kính, sự thay đổi bề mặt đất còn ảnh hưởng đến ấm lên toàn cầu thông qua những cơ chế vật lý và hóa học khác nhau. Khi một dạng thảm thực vật ở một khu vực bị biến đổi thì nhiệt độ khu vực đó sẽ bị ảnh hưởng bởi sự thay đổi về lượng ánh sáng phản chiếu vào không gian và nhiệt mất đi do bay hơi. Ví dụ, rừng cây tối nếu chuyển thành đồng cỏ sẽ khiến bề mặt sáng hơn dẫn đến phản chiếu nhiều ánh sáng mặt trời hơn. Phá rừng tác động đến những mô hình gió cùng quá trình giải phóng sol khí và những hợp chất hóa học khác mà liên đới đến mây, qua đó góp phần làm nhiệt độ thay đổi. Ở những miền nhiệt đới và ôn đới hiệu ứng ròng là gây ấm lên đáng kể còn ở những nơi gần cực hơn sự gia tăng suất phản chiếu (do rừng bị thay bằng lớp phủ tuyết) dẫn tới hiệu ứng mát đi tổng quan. Xét phạm vi toàn cầu thì những hiệu ứng này ước tính làm hạ nhiệt độ xuống một chút chủ yếu nhờ suất phản chiếu bề mặt tăng.

### Hoạt động núi lửa và mặt trời
Các mô hình khí hậu tự nhiên không thể mô phỏng sự ấm lên nhanh chóng quan sát thấy trong những thập kỷ gần đây nếu chỉ tính đến những biến động trong sản lượng mặt trời và hoạt động núi lửa. Vì Mặt trời là nguồn năng lượng chủ yếu của Trái Đất nên thay đổi trong ánh sáng mặt trời chiếu tới sẽ ảnh hưởng trực tiếp đến hệ thống khí hậu. Cường độ chiếu rọi của Mặt trời được đo trực tiếp bằng vệ tinh và những phép đo gián tiếp đã có từ đầu những năm 1600. Lượng năng lượng Mặt trời đến Trái Đất không có chiều hướng gia tăng. Các phép đo đạc chỉ ra hạ tầng khí quyển (tầng đối lưu) ấm lên trong khi thượng tầng khí quyển (tầng bình lưu) lạnh đi là một bằng chứng khác nói lên nguyên nhân gây biến đổi khí hậu gần đây là khí nhà kính. Nếu những biến động Mặt trời góp phần gây ra sự ấm lên đã quan sát thì kết quả dự kiến phải là cả tầng đối lưu và tầng bình lưu đều ấm lên chứ không như trường hợp thực tế.
Các vụ phun trào núi lửa dữ dội là yếu tố tự nhiên lớn nhất trong thời đại công nghiệp. Nếu vụ phun trào đủ mạnh (sulfur dioxide vươn đến tầng bình lưu), một phần ánh sáng mặt trời có thể bị chặn trong vài năm với tín hiệu nhiệt độ kéo dài một thời gian cỡ gấp đôi. Trong kỷ nguyên công nghiệp, hoạt động núi lửa đã có những tác động không đáng kể đến khuynh hướng nhiệt độ toàn cầu. Hiện nay lượng khí thải CO2 từ núi lửa chỉ bằng chưa đến 1% lượng CO2 mà con người thải ra.

### Phản hồi biến đổi khí hậu

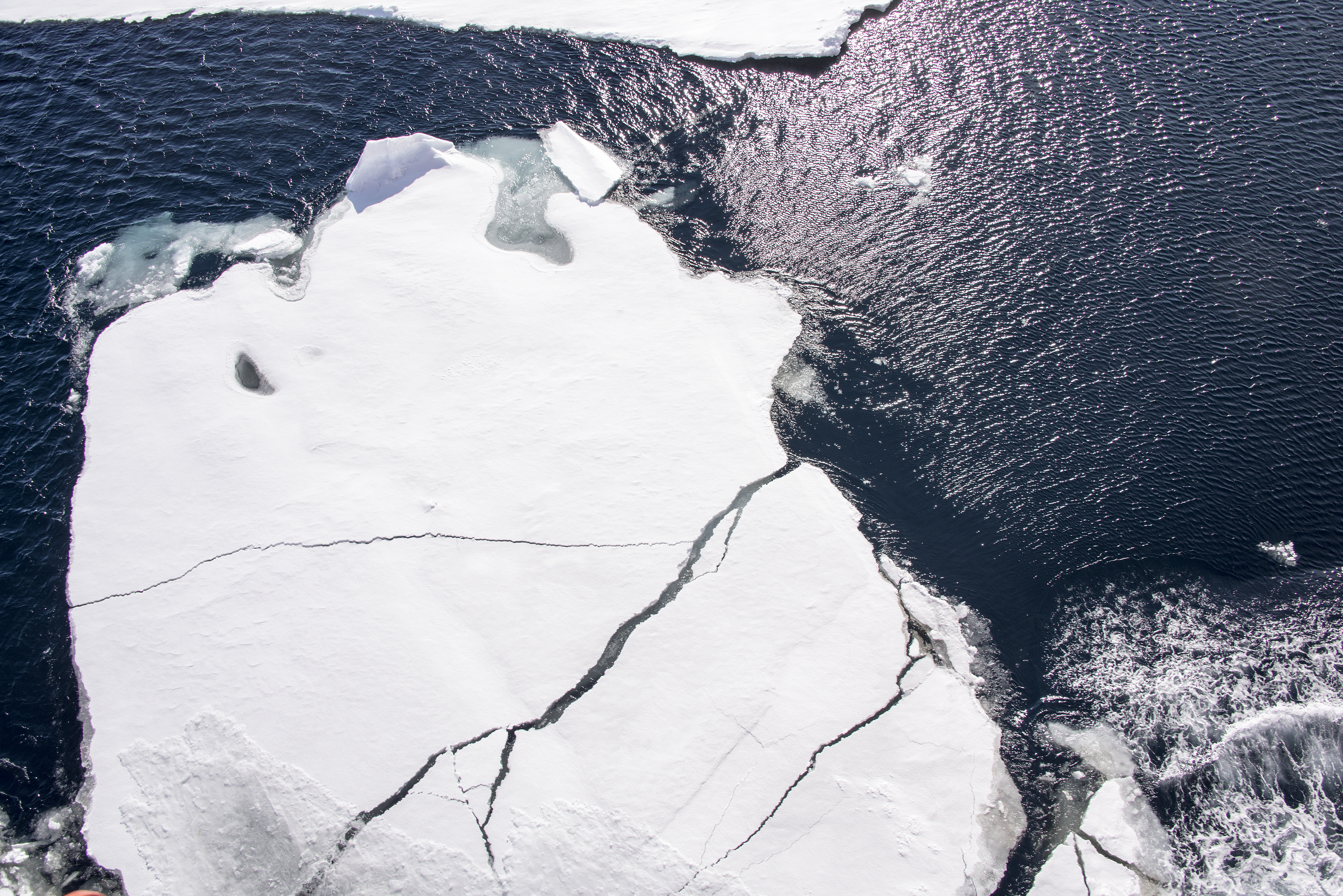
Băng biển phản chiếu 50% đến 70% bức xạ mặt trời chiếu tới còn bề mặt đại dương tối chỉ phản chiếu 6%, do vậy băng biển tan là phản hồi tự củng cố.

Phản ứng của hệ thống khí hậu với yếu tố tác động ban đầu được điều chỉnh bởi phản hồi: gia tăng nếu là phản hồi tự củng cố và giảm thiểu nếu là phản hồi cân bằng. Các phản hồi củng cố chính là phản hồi hơi nước, phản hồi băng–suất phản chiếu và có thể là hiệu ứng ròng của mây. Trong khi phản hồi cân bằng chính đối với sự gia tăng nhiệt độ bề mặt là làm mát bức xạ, hay nhiệt thoát vào không gian dưới dạng bức xạ hồng ngoại. Bên cạnh những phản hồi nhiệt độ, còn có những phản hồi trong chu trình carbon như hiệu ứng tích cực của CO2 đối với sự sinh trưởng của thực vật. Việc không biết chắc về những phản hồi là lý do chính giải thích tại sao những mô hình khí hậu khác nhau dự đoán các cấp độ ấm lên khác nhau cho cùng một lượng phát thải.
Khi không khí ấm hơn, nó có thể lưu giữ nhiều ẩm hơn. Khí quyển sau lần ấm lên ban đầu do hành động phát thải khí nhà kính sẽ lưu giữ nhiều nước hơn. Vì hơi nước là một khí nhà kính hiệu nghiệm nên điều này càng làm khí quyển ấm thêm. Nếu mây che phủ gia tăng thì ánh sáng mặt trời sẽ bị phản chiếu nhiều hơn vào không gian giúp làm mát hành tinh. Còn nếu mây trở nên cao và mỏng hơn, chúng sẽ có vai trò như một thứ cách ly phản xạ nhiệt từ bên dưới quay trở lại và làm ấm hành tinh. Tổng quan, phản hồi mây ròng trong thời đại công nghiệp khả năng đã thúc đẩy sự gia tăng nhiệt độ. Diện tích tuyết phủ và băng biển giảm ở vùng Bắc Cực làm giảm suất phản chiếu của bề mặt Trái Đất. Ở những nơi đó giờ đây năng lượng Mặt trời bị hấp thu nhiều hơn, góp phần khuếch đại sự thay đổi nhiệt độ vùng Bắc Cực. Khuếch đại vùng Bắc Cực còn làm tan tầng băng giá vĩnh cửu, giúp giải phóng methane và CO2 vào khí quyển.
Khoảng một nửa lượng CO2 con người phát thải đã được thực vật mặt đất và đại dương hấp thụ. Trên mặt đất, CO2 gia tăng và mùa sinh trưởng kéo dài kích thích thực vật phát triển. Mặt khác, biến đổi khí hậu làm tăng hạn hán và sóng nhiệt, ngăn chặn sự phát triển của thực vật khiến không thể biết chắc bể chứa carbon này sẽ ra sao trong tương lai. Đất chứa lượng lớn carbon và có thể giải phóng một phần khi chúng nóng lên. Khi đại dương hấp thu thêm CO2 và nhiệt, chúng bị acid hóa, hoàn lưu của chúng thay đổi và thực vật phù du tiếp nhận ít carbon hơn, làm giảm tốc độ hấp thu carbon khí quyển của đại dương. Biến đổi khí hậu có thể làm tăng khí thải methane từ đất ngập nước, tầng băng giá vĩnh cửu, các hệ nước ngọt và nước mặn.

## Diễn biến ấm lên tương lai và quỹ carbon

Những dự đoán mô hình khí hậu trung bình 2081–2100 so với 1986–2005 dưới các kịch bản phát thải ít và nhiều

Diễn biến ấm lên tương lai phụ thuộc vào độ mạnh của những phản hồi khí hậu và lượng khí nhà kính phát thải. Những phản hồi thường được ước định bằng các mô hình khí hậu khác nhau do nhiều tổ chức khoa học phát triển. Một mô hình khí hậu diễn tả các quá trình sinh học, hóa học, vật lý ảnh hưởng đến hệ thống khí hậu. Các mô hình tính đến thay đổi trong quỹ đạo Trái Đất, thay đổi trong hoạt động của Mặt trời, và yếu tố núi lửa. Chúng nỗ lực mô phỏng và dự đoán hoàn lưu của đại dương, chu kỳ thường niên của mùa, hay những dòng chảy carbon giữa bề mặt đất và khí quyển. Các mô hình dự đoán những mức tăng nhiệt độ trong tương lai khác nhau ứng với những lượng khí thải nhà kính đã cho và không hoàn toàn đồng thuận về mức độ của những phản hồi khác nhau và quán tính của hệ thống khí hậu.
Các mô hình được kiểm tra năng lực bằng cách xem chúng mô phỏng khí hậu quá khứ và hiện tại chính xác đến đâu. Các mô hình quá khứ đánh giá thấp tốc độ thu hẹp vùng Bắc Cực cũng như tốc độ gia tăng giáng thủy. Mức dâng mực nước biển từ năm 1990 cũng bị những mô hình cũ đánh giá thấp nhưng những mô hình gần đây hơn thì nhất trí với những quan sát. Bản Đánh giá Khí hậu Quốc gia 2017 của Hoa Kỳ lưu ý rằng "các mô hình khí hậu vẫn có thể đánh giá thấp hoặc bỏ sót những quá trình phản hồi liên quan".
Các Đường Nồng độ Đại diện (RCP) có thể được dùng làm đầu vào cho mô hình khí hậu: "một kịch bản giảm thiểu nghiêm ngặt (RCP 2.6), hai kịch bản ở giữa (RC P4.5 và RCP 6.0), và một kịch bản phát thải khí nhà kính rất nhiều (RCP 8.5)". RCP chỉ nhìn vào nồng độ khí nhà kính, do đó không tính đến phản ứng của chu kỳ carbon. Những dự báo mô hình khí hậu được tổng kết trong Báo cáo Đánh giá lần thứ 5 của IPCC chỉ ra rằng trong thế kỷ 21, nhiệt độ bề mặt toàn cầu có chiều hướng tăng thêm 0,3 đến 1,7 °C (0,5 đến 3,1 °F) với kịch bản vừa phải, hoặc gần 2,6 đến 4,8 °C (4,7 đến 8,6 °F) với kịch bản tột cùng tùy thuộc vào mức độ xả thải khí nhà kính tương lai và những hiệu ứng phản hồi khí hậu.

Bốn đường nồng độ tương lai khả dĩ bao hàm và đương lượng của những khí khác

Một tập con của các mô hình khí hậu thêm các yếu tố xã hội vào một mô hình khí hậu tự nhiên đơn giản. Các mô hình này mô phỏng cách thức mà dân số, tăng trưởng kinh tế, sử dụng năng lượng tác động và tương tác với khí hậu tự nhiên. Với thông tin này, chúng có thể tạo ra những kịch bản mô tả biến động của khí thải nhà kính trong tương lai. Đầu ra này sau đó được dùng làm đầu vào cho mô hình khí hậu tự nhiên để tạo ra dự báo biến đổi khí hậu. Trong một số kịch bản, lượng khí thải tiếp tục tăng xuyên suốt thế kỷ còn số khác thì nhận định giảm. Các nguồn nhiên liệu hóa thạch quá phong phú khiến không thể trông chờ vào việc thiếu hụt chúng sẽ giúp hạn chế khí thải carbon trong thế kỷ 21. Các kịch bản phát thải có thể được kết hợp với việc lập mô hình chu kỳ carbon nhằm dự đoán nồng độ khí nhà kính thay đổi thế nào trong tương lai. Theo những mô hình kết hợp này thì đến năm 2100 nồng độ CO2 khí quyển có thể thấp đến 380 hoặc cao đến 1400 ppm, tùy vào kịch bản kinh tế xã hội và kịch bản giảm thiểu.
Quỹ khí thải carbon còn dư được xác định bằng cách lập mô hình chu kỳ carbon và độ nhạy cảm của khí hậu với khí nhà kính. Theo IPCC, ấm lên toàn cầu có 2/3 cơ hội được giữ dưới ngưỡng 1,5 °C (2,7 °F) nếu sau năm 2018 lượng khí thải không vượt quá 420 hoặc 570 giga-tấn CO2, tùy vào nhiệt độ toàn cầu được xác định chính xác như thế nào. Con số này tương đương 10 đến 13 năm phát thải hiện tại. Có những sự không chắc chắn về quỹ carbon, ví dụ lượng CO2 có thể bớt đi 100 giga-tấn do sự giải phóng methane từ đất ngập nước và tầng băng giá vĩnh cửu.

## Tác động

### Môi trường tự nhiên

Sự thay đổi của mực nước biển trong quá khứ và những dự đoán đến năm 2100 (so với năm 2000). Dữ liệu do Chương trình Nghiên cứu Biến đổi Toàn cầu của Hoa Kỳ công bố năm 2017

Biến đổi khí hậu có tác động quy mô và sâu sắc đến môi trường, cụ thể đến đại dương, băng, và thời tiết. Sự thay đổi có thể xảy ra dần dần hoặc nhanh chóng. Chứng cứ cho những tác động này đến từ công tác nghiên cứu biến đổi khí hậu trong quá khứ, từ mô hình hóa và những quan sát thời hiện đại. Kể từ thập niên 1950 hạn hán và sóng nhiệt đã xuất hiện đồng thời với tần suất gia tăng. Tình trạng cực kỳ khô hoặc ẩm trong thời kỳ gió mùa ngày càng thấy nhiều ở Ấn Độ và Đông Á. Sức gió và lượng mưa cao nhất từ xoáy thuận nhiệt đới có vẻ đang tăng lên.
Mực nước biển đang dâng cao là hệ quả của việc sông băng cùng các phiến băng ở Greenland và châu Nam Cực tan chảy. Giai đoạn 1993 đến 2017 mức dâng tăng theo thời gian, trung bình 3,1 ± 0,3 mm một năm. IPCC dự báo trong kịch bản phát thải rất nhiều thì đến hết thế kỷ 21 mực nước biển có thể dâng cao đến 61–110 cm. Đại dương ấm lên đang đào mòn và đe dọa tháo rời phần cửa sông băng châu Nam Cực, dễ khiến phiến băng tan nhiều và khả năng mực nước biển dâng cao 2 mét vào năm 2100 dưới điều kiện mức phát thải cao.
Vì biến đổi khí hậu, băng biển vùng Bắc Cực đã mỏng đi và thu hẹp qua hàng thập kỷ khiến nó trở nên mong manh trước những dị thường bầu khí quyển. Những mùa hè không băng được dự kiến hiếm gặp với mức ấm lên 1,5 °C (2,7 °F) nhưng sẽ xảy ra một lần mỗi ba đến mười năm với mức ấm lên 2,0 °C (3,6 °F). Hàm lượng CO2 khí quyển cao hơn dẫn đến những thay đổi trong hóa học đại dương. Lượng CO2 hòa tan tăng khiến đại dương bị acid hóa. Trong khi đó nồng độ oxy sụt giảm vì oxy ít hòa tan trong nước ấm hơn và những vùng chết thiếu oxy mở rộng do nhiệt độ cao kích thích tảo nở hoa, hàm lượng CO2 cao, khử oxy đại dương, và phú dưỡng.

#### Các điểm tới hạn và tác động dài hạn
Khí hậu càng ấm thêm thì càng có nguy cơ đi quá các điểm tới hạn, ngưỡng mà nếu vượt qua đó những tác động nhất định là không thể tránh kể cả khi nhiệt độ có giảm. Một ví dụ là sự sụp đổ phiến băng Greenland và Tây Nam Cực, những nơi mà nhiệt độ tăng 1,5 đến 2,0 °C (2,7 đến 3,6 °F) có thể làm phiến băng tan chảy, dù vậy phạm vi thời gian là không rõ ràng và phụ thuộc vào diễn biến ấm lên tương lai. Một số thay đổi quy mô lớn có thể xảy ra trong thời gian ngắn, như việc Hoàn lưu Đảo lộn Kinh tuyến Đại Tây Dương sụp đổ sẽ kích hoạt những thay đổi lớn về khí hậu ở Bắc Đại Tây Dương, châu Âu và Bắc Mỹ.
Tác động lâu dài của biến đổi khí hậu bao gồm băng tan, đại dương ấm lên, mực nước biển dâng, và acid hóa đại dương tiếp diễn. Xét quãng thời gian hàng thế kỷ đến hàng thiên niên kỷ, mức độ của biến đổi khí hậu được quyết định chủ yếu bởi hành vi phát thải CO2 của con người. Điều này là do CO2 tồn tại lâu trong khí quyển. Tốc độ hấp thu CO2 của đại dương đủ chậm để acid hóa đại dương tiếp tục trong hàng trăm đến hàng ngàn năm. Việc phát thải ước tính làm kéo dài thời kỳ gian băng hiện tại thêm ít nhất 100.000 năm. Nước biển vẫn sẽ dâng trong hàng thế kỷ tới với mức dâng ước tính 2,3 m ứng với mức nhiệt tăng 1 °C sau 2000 năm.

### Thiên nhiên và sự sống hoang dã
Diễn biến ấm lên gần đây đã dồn nhiều loài nước ngọt và trên cạn đến địa cực và những điểm cao hơn. Hàm lượng CO2 khí quyển tăng và mùa sinh trưởng kéo dài dẫn tới phủ xanh toàn cầu, trong khi các đợt sóng nhiệt và hạn hán làm giảm năng suất hệ sinh thái ở một số khu vực. Không rõ tính cân bằng của các hiệu ứng đối lập này trong tương lai ra sao. Biến đổi khí hậu góp phần làm các đới khí hậu khô hơn mở rộng, như việc sa mạc mở rộng ở những miền cận nhiệt đới. Quy mô và tốc độ của ấm lên toàn cầu dễ đang tạo ra những thay đổi đột ngột trong các hệ sinh thái. Tổng quan thì biến đổi khí hậu dự kiến sẽ làm nhiều loài tuyệt chủng.
Đại dương ấm lên chậm hơn đất liền nhưng thực vật và động vật ở đại dương di cư đến địa cực nhanh hơn các loài trên cạn. Cũng như trên đất liền, sóng nhiệt ở đại dương xảy ra thường xuyên hơn do biến đổi khí hậu và có ảnh hưởng tiêu cực đến nhiều sinh vật như san hô, tảo bẹ, chim biển. Acid hóa đại dương đang tác động đến những sinh vật tạo vỏ và xương cũng như những rạn san hô, thứ bị tẩy trắng rộng khắp sau những đợt sóng nhiệt. Tảo nở hoa có hại sinh sôi nhờ biến đổi khí hậu cùng phú dưỡng gây thiếu oxy, phá vỡ lưới thức ăn và làm chết hàng loạt sinh vật biển. Các hệ sinh thái ven biển đặc biệt dễ tổn thương khi mà gần một nửa vùng đất ngập nước đã biến mất như hệ quả của biến đổi khí hậu và các tác động của con người.

### Con người
Tác động của biến đổi khí hậu đến con người đã được quan sát trên toàn cầu. Biến đổi khí hậu có những ảnh hưởng riêng biệt đến từng khu vực lục địa và đại dương, trong đó những địa bàn vĩ độ thấp, kém phát triển đối diện rủi ro lớn nhất. Nếu hành vi phát thải khí nhà kính tiếp diễn, Trái Đất sẽ ấm thêm và hệ thống khí hậu sẽ có những thay đổi lâu dài với tiềm năng "tác động nghiêm trọng, lan rộng và không thể đảo ngược" đến con người và các hệ sinh thái. Không phải đối tượng nào cũng hứng chịu rủi ro như nhau từ biến đổi khí hậu mà nhìn chung người có hoàn cảnh khó khăn ở các nước đang và đã phát triển sẽ gặp bất lợi hơn.

#### Lương thực và sức khỏe
Ảnh hưởng của biến đổi khí hậu đến sức khỏe con người có thể là trực tiếp từ thời tiết cực đoan gây ra thương tật và tử vong, hay gián tiếp như kém dinh dưỡng có nguyên do từ mùa màng thất bát. Khí hậu ấm áp hơn dễ làm bùng phát các bệnh truyền nhiễm như sốt xuất huyết và sốt rét. Trẻ em là đối tượng nhạy cảm nhất với tình trạng thiếu lương thực và tương tự cùng với người già là nắng nóng cực đoan. Tổ chức Y tế Thế giới (WHO) ước tính giai đoạn từ năm 2030 đến 2050, biến đổi khí hậu sẽ khiến thêm khoảng 250.000 người già tử vong mỗi năm do tiếp xúc với nắng nóng và làm gia tăng các bệnh tiêu chảy, sốt rét, sốt xuất huyết, cùng thiếu đói ở trẻ em. Hơn 500.000 người lớn được dự kiến tử vong mỗi năm đến năm 2050 do sụt giảm số lượng và chất lượng thực phẩm. Chất lượng nước và không khí cũng là những rủi ro sức khỏe lớn khác liên quan đến biến đổi khí hậu. WHO đánh giá tác động của biến đổi khí hậu là mối đe dọa lớn nhất đến sức khỏe toàn cầu trong thế kỷ 21.
Biến đổi khí hậu đang ảnh hưởng đến an ninh lương thực và làm giảm sản lượng ngô, lúa mì và đậu nành toàn cầu trong khoảng 1981 đến 2010. Sản lượng những giống cây trồng chính sẽ còn giảm thêm nếu chiều hướng ấm lên tiếp diễn. Các quốc gia miền vĩ độ thấp dễ bị ảnh hưởng tiêu cực còn quốc gia ở phương bắc thì có thể là tích cực hoặc tiêu cực. Hậu quả là 183 triệu người trên khắp thế giới, đặc biệt người có thu nhập thấp, có nguy cơ lâm vào cảnh đói ăn. Ở đại dương, trữ lượng cá sụt giảm kéo theo sụt giảm sản lượng đánh bắt, duy chỉ trữ lượng vùng cực là biểu hiện tiềm năng gia tăng. Các khu vực phụ thuộc vào nước sông băng, khu vực vốn đã khô hạn, và những hòn đảo nhỏ đối diện nguy cơ thiếu nước do biến đổi khí hậu.

#### Kinh tế
Thiệt hại kinh tế do biến đổi khí hậu đã bị đánh giá thấp và có thể đến mức nghiêm trọng với xác suất những sự kiện rủi ro đuôi tai hại trở nên đáng kể. Có vẻ như biến đổi khí hậu đã khiến cho bất bình đẳng kinh tế toàn cầu gia tăng và điều này được dự đoán tiếp diễn. Các tác động nặng nề chủ yếu xảy ra ở châu Phi hạ Sahara và Đông Nam Á, những nơi mà nghèo đói vốn đã trở nên trầm trọng hơn. Ngân hàng Thế giới ước tính đến năm 2030 biến đổi khí hậu có thể khiến hơn 120 triệu người lâm vào cảnh nghèo khổ. Tình trạng bất bình đẳng hiện tại giữa nam và nữ, giữa người giàu và người nghèo, giữa các sắc tộc khác nhau đã được quan sát là tồi tệ hơn do khí hậu thay đổi. Vai trò của biến đổi khí hậu trong xung đột vũ trang là nhỏ so với những yếu tố như bất bình đẳng kinh tế-xã hội và năng lực nhà nước nhưng sự ấm lên trong tương lai sẽ khiến rủi ro gia tăng.
Các cộng đồng ven biển và trên những hòn đảo trũng thấp bị đe dọa bởi những hiện tượng bắt nguồn từ việc mực nước biển dâng như ngập lụt và chìm vĩnh viễn. Điều này có thể khiến người dân các đảo quốc như Maldives và Tuvalu trở nên vô quốc tịch. Ở một số nơi, nhiệt độ và độ ẩm có thể tăng cao quá mức khiến con người không thích ứng được. Trong kịch bản tồi tệ nhất, các mô hình dự đoán gần một phần ba nhân loại sẽ sống trong khí hậu cực kỳ nóng và không thể cư ngụ, tương tự như khí hậu Sahara hiện tại. Các yếu tố này cộng thêm thời tiết cực đoan tiềm năng gây nên di cư do môi trường cả trong và giữa các quốc gia. Con người sẽ phải dịch chuyển nhiều hơn khi mà thời tiết cực đoan, mực nước biển dâng, và xung đột nảy sinh từ sự cạnh tranh tài nguyên thiên nhiên ngày càng gay gắt gia tăng tần suất. Tuy nhiên còn những nhóm người không thể rời đi do không đủ tiềm lực, họ sẽ bị kẹt lại và đối mặt với tương lai khốn khó và rủi ro.

## Đối phó: giảm thiểu và thích nghi

### Giảm thiểu

Các kịch bản phát thải khí nhà kính toàn cầu. Nếu tất cả quốc gia hoàn thành cam kết Hiệp định Paris hiện tại của họ thì đến năm 2100 mức ấm lên trung bình vẫn vượt đáng kể mục tiêu tối đa 2°C mà hiệp định đề ra.

Tác động của biến đổi khí hậu có thể được giảm thiểu bằng biện pháp giảm phát thải khí nhà kính và tăng cường các bể chứa hấp thu khí nhà kính từ khí quyển. Để hạn chế ấm lên toàn cầu dưới ngưỡng 1,5 °C với cơ hội thành công cao thì đến năm 2050 lượng khí thải nhà kính toàn cầu cần là 0 ròng, hoặc đến năm 2070 với mục tiêu 2 °C. Điều này đòi hỏi những thay đổi hệ thống, sâu rộng trên một quy mô chưa từng có trong lĩnh vực năng lượng, đất đai, vận tải, xây dựng, công nghiệp. Các kịch bản hạn chế ấm lên toàn cầu ở 1,5 °C thường mô tả phát thải đạt âm ròng tại một số thời điểm. Để tiến tới mục tiêu hạn chế ấm lên ở 2 °C, Chương trình Môi trường Liên Hợp Quốc ước tính rằng trong thập kỷ tới các quốc gia cần giảm gấp ba lần lượng khí thải mà họ cam kết trong Hiệp định Paris hiện tại, tức là nếu muốn đạt mục tiêu 1,5 °C thì thậm chí còn phải giảm thêm nữa.
Tuy chưa có giải pháp thiết thực để hạn chế ấm lên toàn cầu ở mức 1,5 hay 2 °C (2,7 hay 3,6 °F) nhưng đa số chiến lược và kịch bản trông thấy hành động đẩy mạnh sử dụng năng lượng tái tạo kết hợp với những biện pháp hiệu quả năng lượng nhằm làm giảm lượng khí nhà kính cần thiết. Để giải tỏa áp lực lên hệ sinh thái và củng cố năng lực thu giữ carbon của chúng thì cũng cần những thay đổi trong lĩnh vực như nông và lâm nghiệp.
Các phương pháp giảm thiểu biến đổi khí hậu khác đi kèm mức độ rủi ro cao hơn. Những kịch bản hạn chế mức ấm lên là 1,5 °C thường dự báo việc áp dụng phương pháp loại bỏ carbon dioxide trên phạm vi phổ quát trong thế kỷ 21. Dẫu vậy tồn tại nỗi lo về việc quá phụ thuộc vào những công nghệ này cũng như tác động đến môi trường có thể xảy ra. Các cách quản trị bức xạ Mặt trời (SRM) cũng được tìm tòi như để bổ sung cho công tác giảm sâu lượng khí thải. Tuy nhiên phương án này sẽ làm nảy sinh những vấn đề pháp lý và đạo đức, đồng thời rủi ro cũng chưa được nắm tường tận.

#### Năng lượng sạch

Chính sách biến đổi khí hậu quan tâm hơn đến các lĩnh vực kinh tế tạo ra nhiều khí nhà kính.

Các kịch bản loại bỏ carbon lâu dài chỉ dẫn đầu tư nhanh và nhiều vào năng lượng tái tạo, bao gồm năng lượng gió, năng lượng mặt trời, năng lượng sinh học, năng lượng địa nhiệt, và năng lượng nước. Nhiên liệu hóa thạch chiếm đến 80% năng lượng của thế giới trong năm 2018, phần còn lại là năng lượng hạt nhân và năng lượng tái tạo. Tỷ phần các dạng năng lượng được dự đoán thay đổi đáng kể trong 30 năm tới. Khai thác điện mặt trời và gió trên bờ là những cách bổ sung công suất phát điện mới tiết kiệm chi phí nhất ở đa số quốc gia. Năng lượng tái tạo chiếm 75% toàn bộ nguồn phát điện mới được lắp đặt trong năm 2019 mà hầu hết là năng lượng gió và mặt trời. Trong khi đó do chi phí đang tăng nên năng lượng hạt nhân hiện đắt đỏ hơn năng lượng gió và mặt trời vài lần mỗi megawatt-giờ.
Để đến năm 2050 trung hòa được lượng carbon thì năng lượng tái tạo sẽ trở thành hình thức sinh điện chủ đạo, lên tới 85% hoặc hơn vào năm 2050 trong một số kịch bản. Điện sẽ là dạng năng lượng phục vụ nhiều nhất cho những nhu cầu khác như sưởi ấm. Con người sẽ chấm dứt đầu tư vào than đá và loại dần việc sử dụng than đến năm 2050.
Có những trở ngại trong việc tiếp tục nhanh chóng phát triển năng lượng tái tạo. Đối với năng lượng gió và mặt trời, thách thức đáng kể nhất là chúng biến động theo mùa và có tính gián đoạn. Thường thì các đập nước kèm hồ chứa cùng nhà máy điện thông thường sẽ được sử dụng khi sản lượng năng lượng ở mức thấp. Các biện pháp như sử dụng tiết kiệm, phát triển kho lưu trữ điện và hệ thống truyền tải điện khoảng cách xa cũng góp phần giúp giải quyết vấn đề sản lượng không đều của năng lượng tái tạo ở những khu vực địa lý rộng hơn. Có một số lo ngại về sử dụng đất và môi trường liên hệ với những dự án năng lượng gió và mặt trời lớn, trong khi năng lượng sinh học thường là có carbon và có thể gây hậu quả tiêu cực cho an ninh lương thực. Năng lượng nước đang phát triển chậm lại và trên đà giảm thêm do những lo ngại về tác động xã hội và môi trường.
Năng lượng sạch giúp con người khỏe mạnh hơn vì nó hạn chế tối đa biến đối khí hậu, đồng thời có lợi ích thấy ngay là làm giảm con số người chết do ô nhiễm không khí mà ước tính là 7 triệu mỗi năm vào năm 2016. Nếu đạt được những mục tiêu của Hiệp định Paris, cụ thể hạn chế ấm lên ở mức 2 °C có thể cứu khoảng một triệu sinh mạng mỗi năm cho đến năm 2050, trong khi hạn chế ấm lên ở mức 1,5 °C có thể cứu hàng triệu sinh mạng đồng thời củng cố an ninh năng lượng và làm giảm đói nghèo.

#### Hiệu quả năng lượng
Giảm bớt nhu cầu năng lượng là một đặc điểm quan trọng khác của các kịch bản và kế hoạch loại bỏ carbon. Bên cạnh giảm khí thải trực tiếp, các biện pháp giảm nhu cầu năng lượng tạo thêm tính linh hoạt cho phát triển năng lượng ít carbon, hỗ trợ quản lý lưới điện và hạn chế tối đa phát triển cơ sở hạ tầng cần nhiều carbon. Trong vài thập kỷ tới, cần có sự gia tăng mạnh mẽ trong đầu tư hiệu quả năng lượng để đạt những mục tiêu giảm thiểu, tương tự mức đầu tư dự kiến vào năng lượng tái tạo. Tuy nhiên, một số thay đổi liên quan đến COVID-19 trong các hình mẫu sử dụng năng lượng, đầu tư hiệu quả năng lượng, và tài trợ khiến những dự báo cho thập kỷ này thêm khó khăn và không chắc chắn.
Các chiến lược hiệu quả nhằm làm giảm nhu cầu năng lượng tùy vào lĩnh vực. Trong vận tải, lợi nhuận có thể thu được bằng cách chuyển hành khách và hàng hóa sang những phương thức di chuyển hiệu quả hơn như xe buýt và xe lửa, hay tăng cường sử dụng xe điện. Chiến lược công nghiệp nhằm làm giảm nhu cầu năng lượng bao gồm gia tăng hiệu quả năng lượng của động cơ và hệ thống sưởi, thiết kế những sản phẩm tiết kiệm năng lượng, gia tăng tuổi thọ sản phẩm. Trong xây dựng trọng tâm là thiết kế những tòa nhà mới tốt hơn và trang bị thêm công nghệ có mức hiệu quả năng lượng cao hơn cho công trình hiện có. Các tòa nhà sẽ được bổ sung điện khí hóa với việc áp dụng công nghệ như máy bơm nhiệt có hiệu quả cao hơn nhiên liệu hóa thạch.

#### Nông nghiệp, công nghiệp và vận tải
Nông nghiệp và lâm nghiệp đối mặt ba thách thức: hạn chế phát thải khí nhà kính, ngăn chặn quá trình chuyển đổi rừng sang đất nông nghiệp, và đáp ứng nhu cầu lương thực gia tăng của thế giới. Một loạt hành động có thể làm giảm khí thải nhà kính có nguồn gốc nông lâm nghiệp đi 66% so với mức năm 2010 thông qua kìm hãm sự gia tăng trong nhu cầu lương thực và những sản phẩm nông nghiệp khác, tăng năng suất đất, bảo vệ và khôi phục rừng, giảm thiểu khí nhà kính từ hoạt động sản xuất nông nghiệp.
Hai ngành sản xuất thép và xi măng mà cùng nhau tạo ra khoảng 13% khí thải CO2 công nghiệp trình bày những khó khăn cụ thể. Trong các ngành này, những vật liệu nhiều carbon như than cốc và vôi đóng vai trò không thể thiếu trong quá trình sản xuất. Để giảm bớt khí thải CO2 ở đây thì cần những nỗ lực nghiên cứu biện pháp khử carbon trong các quá trình. Trong vận tải, các kịch bản hình dung đến sự gia tăng đột ngột trong thị phần xe điện và việc thay thế nhiên liệu ít carbon cho những loại hình khác như vận chuyển hàng hóa.

#### Cô lập carbon

Các bể chứa carbon như thực vật, đất và đại dương đã hấp thu phần lớn khí thải

Các bể chứa carbon tự nhiên có thể được củng cố để cô lập lượng CO2 nhiều hơn đáng kể mức tự nhiên. Tái trồng rừng và trồng mới rừng là một trong những biện pháp quen thuộc nhất, dù vậy chúng làm dấy lên nỗi lo về an ninh lương thực. Cô lập carbon đất và carbon duyên hải là những phương án ít được nắm bắt hơn. Các mô hình không chắc chắn về tính khả thi của những phương pháp giảm khí thải trên mặt đất, IPCC nhận định chiến lược giảm thiểu dựa vào chúng là rủi ro.
Ở những nơi CO2 dư thừa tiếp tục được tạo ra, nó có thể được thu hồi và lưu trữ thay vì để thoát vào khí quyển. Mặc dù hiện tại thu hồi và lưu trữ carbon (CCS) chưa phổ biến và tốn kém nhưng đến giữa thế kỷ nó có thể đóng vai trò quan trọng trong hạn chế khí thải CO2. Công nghệ này kết hợp với sản xuất năng lượng sinh học (BECCS) có thể đem tới phát thải ròng âm, tức là lượng khí nhà kính thải vào khí quyển ít hơn lượng được cô lập hay lưu trữ trong nhiên liệu năng lượng sinh học. Không rõ kỹ thuật loại bỏ carbon dioxide như BECCS có tác dụng nhiều trong việc hạn chế ấm lên ở mức 1,5 °C hay không và các quyết sách tin tưởng vào loại bỏ carbon dioxide làm tăng rủi ro ấm lên toàn cầu vượt quá các mục tiêu quốc tế.

### Thích Nghi
Thích nghi hay thích ứng là "quá trình điều chỉnh với những thay đổi hiện tại hoặc dự kiến trong khí hậu và hiệu ứng của nó". Nếu không kết hợp cùng giảm thiểu, thích nghi không thể ngăn chặn nguy cơ xảy ra những tác động "nghiêm trọng, lan rộng và không thể đảo ngược". Biến đổi khí hậu càng khắc nghiệt thì thích nghi càng khó khăn, có thể tốn kém đến mức không thể đáp ứng. Khả năng và tiềm năng thích nghi của con người, gọi là năng lực thích nghi, không đồng đều giữa các khu vực và nhóm dân khác nhau, nhìn chung kém hơn ở các nước đang phát triển. Hai thập kỷ đầu tiên của thế kỷ 21 chứng kiến sự gia tăng trong năng lực thích nghi của các quốc gia thu nhập thấp và trung bình với việc điện và vệ sinh cơ bản trở nên dễ dàng tiếp cận hơn, song tiến độ còn chậm chạp. Có nhiều quốc gia đã thi hành những chính sách thích nghi, tuy nhiên nguồn kinh phí sẵn có còn kém xa mức cần thiết.
Để thích nghi với mực nước biển dâng, biện pháp gồm có tránh những khu vực rủi ro, học cách sống chung với ngập lụt gia tăng, bảo vệ hoặc di dời nếu cần thiết. Trong khâu hạn chế tác động nguy hại của nắng nóng tồn tại những rào cản về kinh tế: khó mà làm việc nặng nhọc hoặc phải sử dụng điều hòa không khí điều mà không phải ở đâu cũng áp dụng được. Trong nông nghiệp, các phương án thích nghi bao gồm chuyển sang những chế độ ăn phù hợp hơn, đa dạng hóa, kiểm soát xói mòn và cải thiện về di truyền để chống chịu tốt hơn với khí hậu biến đổi. Bảo hiểm cho phép san sẻ rủi ro nhưng thường khó tiếp cận với người có thu nhập thấp. Giáo dục, di cư và những hệ thống cảnh báo sớm có thể giúp con người giảm thiểu đi các tác động của khí hậu.
Các hệ sinh thái thích ứng với biến đổi khí hậu, quá trình mà con người có thể can thiệp hỗ trợ. Phản ứng có thể xảy ra là các hệ sinh thái kết nối với nhau hơn, cho phép các loài dịch chuyển đến những nơi có khí hậu phù hợp hơn và tái định cư. Việc bảo vệ và khôi phục những khu vực tự nhiên hay bán tự nhiên mang đến cơ hội phục hồi, giúp các hệ sinh thái dễ dàng thích ứng hơn. Có nhiều hành động thúc đẩy sự thích nghi trong các hệ sinh thái, đồng thời giúp con người thích nghi dựa vào hệ sinh thái. Ví dụ, khôi phục những chế độ cháy tự nhiên làm giảm tần suất các vụ cháy thảm khốc, qua đó con người cũng ít bị ảnh hưởng. Tạo thêm không gian cho sông thì nước được lưu trữ ngoài tự nhiên nhiều hơn giúp giảm nguy cơ lũ lụt. Rừng cây được phục hồi đóng vai trò bể chứa carbon, song trồng cây ở những địa bàn không phù hợp có thể làm trầm trọng thêm các tác động khí hậu.
Có những sự hiệp lực và đánh đổi giữa thích nghi và giảm thiểu. Các biện pháp thích nghi thường đem lại lợi ích trước mắt trong khi giảm thiểu có lợi ích lâu dài hơn. Sử dụng nhiều điều hòa không khí giúp con người ứng phó tốt hơn với nắng nóng nhưng lại làm tăng nhu cầu năng lượng. Thiết kế đô thị nhỏ gọn có thể giúp giảm khí thải từ xây dựng và vận tải nhưng đồng thời còn làm tăng hiệu ứng đảo nhiệt đô thị dẫn đến nhiệt độ cao hơn và tiếp xúc nhiều hơn. Năng suất lương thực gia tăng mang lại lợi ích lớn cho cả giảm thiểu và thích nghi.

## Chính sách và chính trị
Các quốc gia nhạy cảm nhất với biến đổi khí hậu thường không phát thải nhiều khí nhà kính, làm nảy sinh câu hỏi về công bằng và công lý. Biến đổi khí hậu có liên hệ mật thiết với phát triển bền vững. Hạn chế ấm lên toàn cầu là đồng thời hướng đến đạt được các mục tiêu phát triển bền vững như xóa bỏ đói nghèo và giảm bất bình đẳng. Mối liên kết giữa hai vấn đề được công nhận trong Mục tiêu Phát triển Bền vững 13 đó là "hành động khẩn cấp để chống lại biến đổi khí hậu và các tác động của nó". Các mục tiêu về lương thực, nước sạch và bảo vệ hệ sinh thái có tính hòa hợp với giảm thiểu biến đổi khí hậu.
Khía cạnh địa chính trị của biến đổi khí hậu là phức tạp và thường được đóng khung với vấn đề kẻ ăn không, tức là tất cả các nước hưởng lợi từ giảm thiểu do một số nước làm nhưng một số nước đó sẽ thua thiệt từ việc đầu tư vào chuyển đổi sang nền kinh tế ít carbon. Có những phản biện cho điều này. Ví dụ, lợi ích cải thiện môi trường địa phương và sức khỏe cộng đồng của việc loại dần than đá là lớn hơn chi phí ở gần như mọi khu vực. Một luận điểm phản bác khác là các nước nhập khẩu ròng nhiên liệu hóa thạch được lợi về kinh tế từ việc chuyển đổi, khiến các nước xuất ròng có nguy cơ mắc kẹt tài sản hay không thể bán nhiên liệu hóa thạch.

### Các tùy chọn chính sách
Một phạm vi rộng các chính sách, quy tắc và luật lệ được áp dụng để làm giảm lượng khí nhà kính. Cơ chế định giá carbon gồm có thuế carbon và hệ thống mua bán khí thải. Kể từ năm 2019 có khoảng 20% lượng khí thải nhà kính được định giá carbon trên toàn cầu. Khoản trợ cấp nhiên liệu hóa thạch trực tiếp toàn cầu là 319 tỷ đôla trong năm 2017 và 5,2 ngàn tỷ đô nếu tính chi phí gián tiếp như ô nhiễm không khí. Chấm dứt việc làm này có thể làm giảm 28% lượng carbon phát thải toàn cầu và 46% số người tử vong do ô nhiễm không khí. Các khoản trợ cấp có thể được chuyển hướng sang hỗ trợ công tác chuyển đổi sang năng lượng sạch. Biện pháp có tính ép buộc hơn bao gồm tiêu chuẩn hiệu quả xe cộ, tiêu chuẩn nhiên liệu tái tạo và những quy định về ô nhiễm không khí trong ngành công nghiệp nặng. Một số quốc gia ban hành tiêu chuẩn danh mục đầu tư có thể tái tạo nhằm gia tăng tỷ lệ điện được tạo ra từ các nguồn năng lượng có thể tái tạo.
Có những suy xét liên quan đến thách thức kinh tế và xã hội nảy sinh từ việc giảm sử dụng nhiên liệu hóa thạch. Một ví dụ là việc làm của người lao động trong những ngành công nghiệp bị ảnh hưởng cùng với lợi ích của cộng đồng lớn hơn liên quan. Công lý khí hậu là một khía cạnh quan trọng khác của chính sách giảm thiểu.

### Các hiệp định khí hậu quốc tế
Gần như tất cả quốc gia trên thế giới đều tham gia Công ước Khung Liên Hợp Quốc về Biến đổi Khí hậu (UNFCCC) 1994. Mục tiêu của UNFCCC là ngăn chặn can thiệp nguy hại của con người vào hệ thống khí hậu. Theo như nội dung công ước thì nồng độ khí nhà kính trong khí quyển phải được giữ ổn định ở mức mà các hệ sinh thái có thể thích ứng tự nhiên với biến đổi khí hậu, sản xuất lương thực không bị đe dọa, và phát triển kinh tế có thể duy trì. Khí thải toàn cầu đã tăng kể từ thời điểm ký kết UNFCCC, nó không thực sự hạn chế phát thải mà tạo ra một khuôn khổ cho những nghị định thư làm điều đó. Những hội nghị thường niên là cơ hội cho các cuộc đàm phán toàn cầu.
Nghị định thư Kyoto 1997 mở rộng UNFCCC và bao gồm những cam kết ràng buộc pháp lý cho hầu hết các nước phát triển nhằm hạn chế lượng phát thải của họ. Trong các phiên đàm phán nghị định thư, G77 (đại diện các nước đang phát triển) xúc tiến một nhiệm vụ đòi hỏi các nước phát triển "đi đầu" trong công tác giảm thiểu khí thải vì các nước phát triển góp phần chủ yếu làm khí nhà kính tích lũy trong khí quyển, vì mức phát thải đầu người của các nước đang phát triển vẫn khá thấp và sẽ gia tăng để đáp ứng nhu cầu phát triển của họ.
Hiệp ước Copenhagen 2009 bị nhiều người xem là nỗi thất vọng bởi những mục tiêu khiêm tốn và nó đã bị các nước nghèo bao gồm G77 bác bỏ. Các bên liên quan hướng đến hạn chế mức tăng của nhiệt độ trung bình toàn cầu dưới ngưỡng 2,0 °C (3,6 °F). Hiệp ước đặt mục tiêu gửi 100 tỷ đôla mỗi năm cho các nước đang phát triển đến năm 2020 nhằm hỗ trợ giảm thiểu và thích ứng, bên cạnh đó đề xuất sáng lập Quỹ Khí hậu Xanh. Tính đến năm 2020 quỹ này đã không đạt được mục tiêu kỳ vọng và có nguy cơ bị cắt giảm tài trợ.
Vào năm 2015 tất cả quốc gia Liên Hợp Quốc cùng đàm phám Thỏa thuận chung Paris hướng đến giữ cho ấm lên toàn cầu không tiệm cận 2,0 °C (3,6 °F) đồng thời hàm chứa một mục tiêu mơ ước là giữ cho ấm lên dưới 15 °C. Hiệp định này đã thay thế Nghị định thư Kyoto. Không như Nghị định thư Kyoto, trong Hiệp định Paris không có mục tiêu phát thải ràng buộc nào. Thay vào đó là việc thường xuyên đặt ra những mục tiêu tham vọng chưa từng thấy và đánh giá lại những mục tiêu này sau mỗi năm năm. Hiệp định Paris nhắc lại rằng các nước đang phát triển phải được hỗ trợ tài chính. Tính đến năm 2021 đã có 194 quốc gia cùng Liên minh châu Âu ký hiệp định và 188 quốc gia cùng Liên minh châu Âu phê chuẩn hoặc tán thành hiệp định.
Nghị định thư Montreal 1987, một hiệp định quốc tế nhằm ngăn chặn hành vi phát thải khí phá hủy ozone, có lẽ kìm chế phát thải khí nhà kính hiệu quả hơn là Nghị định thư Kyoto vốn được sáng lập để chuyên trách vấn đề này. Tu chính Kigali 2016 của Nghị định thư Montreal nhắm đến giảm phát thải hydrofluorocarbon, một nhóm khí nhà kính đáng kể mà đã được sử dụng để thay cho các khí phá hủy ozone bị cấm. Điều này biến Nghị định thư Montreal thành một thỏa thuận chống biến đổi khí hậu hiệu lực hơn.

## Đồng thuận khoa học và xã hội

### Đồng thuận khoa học
Có sự đồng thuận khoa học áp đảo về việc nhiệt độ bề mặt toàn cầu gia tăng trong những thập kỷ gần đây và nguyên nhân chủ yếu của diễn biến này là con người phát thải khí nhà kính với 90–100% các nhà khoa học về khí hậu đồng tình. Vào năm 2019 mức độ đồng thuận đã lên tới 100% giữa các nhà khoa học nghiên cứu ấm lên toàn cầu do con người. Không có cơ quan khoa học quốc gia hay quốc tế nào phản bác quan điểm này. Sự đồng thuận còn tiến xa hơn đến việc cần thực hiện một số hành động để bảo vệ con người trước những tác động của biến đổi khí hậu và các viện hàn lâm khoa học quốc gia đã kêu gọi những lãnh đạo thế giới cắt giảm lượng khí thải toàn cầu.
Sự bàn luận khoa học diễn ra trong các bài đăng tạp chí được bình duyệt, ở đó các nhà khoa học căn cứ vào đánh giá trong những bản báo cáo của IPCC. Vào năm 2013, Báo cáo Đánh giá lần 5 của IPCC phát biểu rằng gần như chắc chắn tác động của con người là nguyên nhân chính gây ra sự ấm lên đã quan sát từ giữa thế kỷ 20. Báo cáo 2018 đi tới kết luận dứt khoát hơn thể hiện sự đồng thuận khoa học: "tác động của con người đến khí hậu là nguyên nhân chính gây ra sự ấm lên đã quan sát kể từ giữa thế kỷ 20". Các nhà khoa học đã đưa ra hai cảnh báo đến nhân loại vào năm 2017 và 2019, bày tỏ lo ngại về lộ trình đi đến biến đổi khí hậu thảm khốc tiềm tàng hiện tại và hậu quả là nỗi thống khổ không kể xiết mà con người phải hứng chịu.

### Công chúng

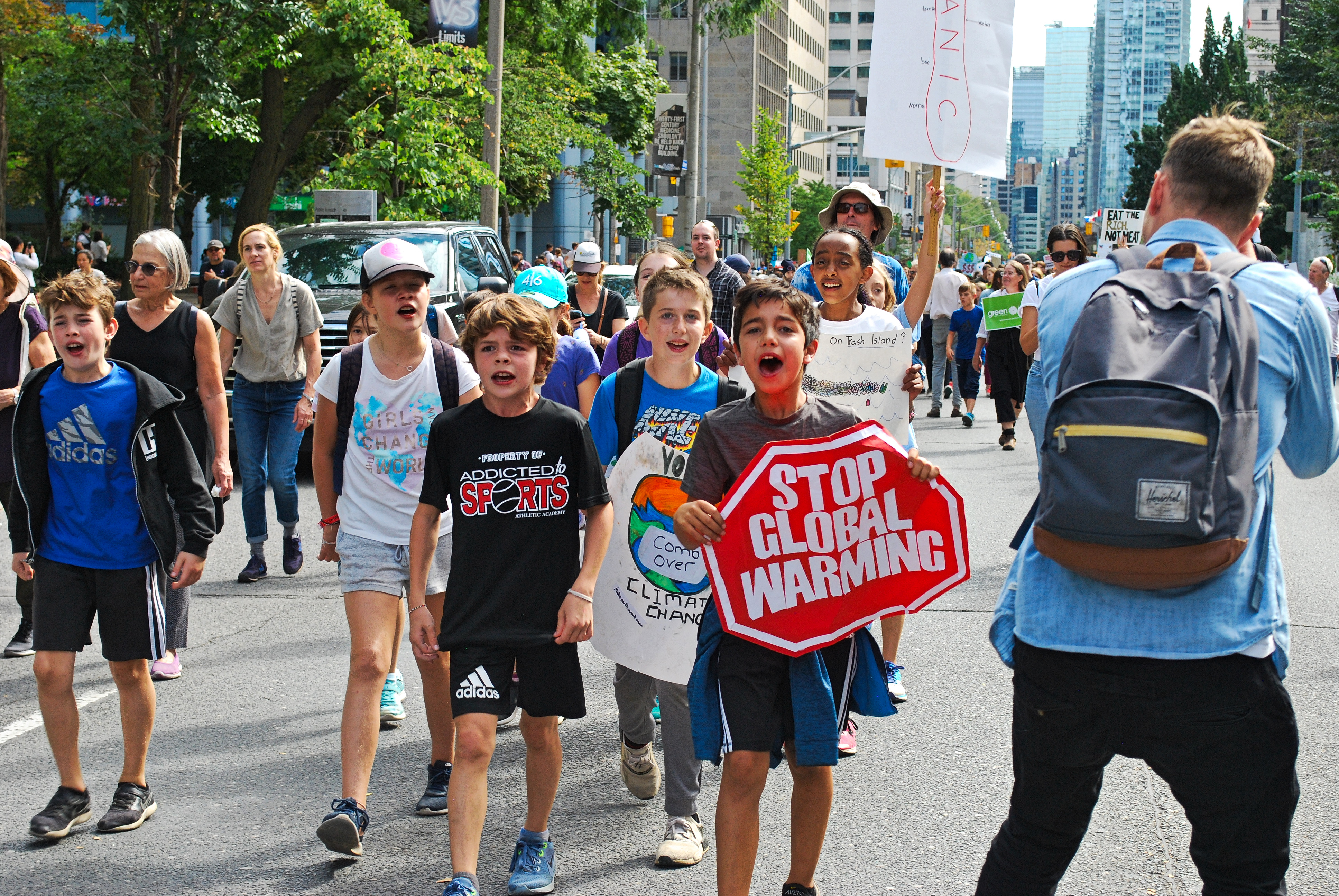
Người dân Canada biểu tình chống ấm lên toàn cầu.

Công chúng quốc tế bắt đầu chú ý đến biến đổi khí hậu từ cuối thập niên 1980. Do tin tức truyền thông nhập nhằng hồi đầu thập niên 1990, nhiều người đã nhận thức biến đổi khí hậu chung với những vấn đề môi trường khác như suy giảm ozone. Trong văn hóa đại chúng, The Day After Tomorrow là phim đầu tiên về đề tài này đến với đông đảo quần chúng vào năm 2004 và sau đó một năm là phim tài liệu An Inconvenient Truth. Sách, truyện và phim về biến đổi khí hậu thuộc thể loại khí hậu viễn tưởng.
Sự hiểu biết và quan tâm của công chúng đến biến đổi khí hậu khác biệt đáng kể giữa các khu vực. Vào năm 2015, trung vị 54% người được hỏi cho rằng đó là "một vấn đề rất nghiêm trọng", nhưng người Trung Quốc và người Mỹ (người thuộc các nền kinh tế có lượng khí thải CO2 hàng năm lớn nhất) thì lại thuộc hàng ít quan tâm nhất. Một cuộc khảo sát năm 2018 phát hiện người dân ở đa số quốc gia đã quan tâm đến vấn đề này hơn so với năm 2013. Số người có học thức gia tăng và tại một số nước, phụ nữ và người trẻ thấy rõ hơn rằng biến đổi khí hậu là một hiểm họa thực sự. Ở Hoa Kỳ có một cách biệt phe phái lớn trong dư luận.

#### Sự phủ nhận và thông tin sai lệch

(Chữ trong hình: Sự thay đổi nhiệt độ trung bình toàn cầu) Một phương thức lừa bịp là dữ liệu hái anh đào từ những thời kỳ ngắn nhằm khẳng định sai rằng nhiệt độ trung bình toàn cầu đang không tăng. Các đường màu xanh cho thấy chiều hướng nghịch ngắn hạn che giấu chiều hướng ấm lên dài hạn biểu thị bằng đường đỏ. Các chấm xanh thể hiện cái gọi là gián đoạn ấm lên toàn cầu.

Tranh cãi của công chúng về biến đổi khí hậu bị tác động mạnh mẽ bởi hành vi phủ nhận và thông tin sai lệch có nguồn gốc ở Hoa Kỳ và từ đó lan ra các nước khác, đặc biệt là Canada và Australia. Các nhân vật đứng sau trào lưu phủ nhận biến đổi khí hậu thành lập một liên minh được tài trợ và hợp tác tương đối gồm các công ty nhiên liệu hóa thạch, nhóm công nghiệp, viện chính sách bảo thủ và các nhà khoa học đối lập. Cũng như ngành công nghiệp thuốc lá trước kia, chiến lược chủ đạo của các nhóm này là bịa ra những nghi ngờ về kết quả và dữ liệu khoa học. Người phủ nhận, chối bỏ, hoặc lưu giữ quan điểm ngờ vực không lý do về biến đổi khí hậu do con người được gọi là "người hoài nghi biến đổi khí hậu", nhưng một số nhà khoa học cho rằng cách gọi đó không đúng.
Tồn tại những hình thức phủ nhận khác nhau: một số cho rằng khí hậu không hề ấm lên, số khác thì đồng ý là ấm lên nhưng quy bởi những ảnh hưởng tự nhiên, và một số thì tối thiểu hóa các tác động tiêu cực của biến đối khí hậu. Sự không chắc chắn bịa đặt về khoa học về sau phát triển thành tranh luận bịa đặt: tạo niềm tin rằng cộng đồng khoa học còn nghi ngờ đáng kể về biến đổi khí hậu nhằm trì hoãn những thay đổi chính sách. Chiến lược để xúc tiến ý đồ này bao gồm chỉ trích các tổ chức khoa học và nêu nghi vấn về động cơ của các nhà khoa học. Các blog mạng càng xúi bẩy thêm những sự hiểu lầm về biến đổi khí hậu và hậu quả của nó.

#### Phản đối và kiện tụng
Hoạt động chống biến đổi khí hậu đã trở nên phổ biến trong thập niên 2010 dưới hình thức như biểu tình công cộng, bài trừ nhiên liệu hóa thạch và kiện tụng. Các cuộc biểu tình nổi bật gần đây gồm bãi khóa vì khí hậu và bất tuân dân sự. Trong phong trào bãi khóa, thanh niên toàn thế giới bỏ học để phản đối và được truyền cảm hứng bởi Greta Thunberg. Các chiến dịch bất tuân dân sự đông đảo của những nhóm như Extinction Rebellion thường gây rối loạn trật tự. Hành vi kiện cáo đang ngày một nhiều nhắm đến yêu cầu chính phủ có giải pháp quyết liệt hơn hoặc thi hành những luật lệ hiện tại liên quan đến biến đổi khí hậu. Việc kiện  tụng chống lại công ty nhiên liệu hóa thạch, cổ đông, nhà đầu tư từ các nhà hoạt động nhìn chung đòi bồi thường cho tổn thất và mất mát.

## Khám phá
Để lý giải tại sao nhiệt độ Trái Đất cao hơn dự liệu trong bối cảnh chỉ có bức xạ Mặt trời chiếu tới, Joseph Fourier đã đề xuất sự tồn tại của hiệu ứng nhà kính. Năng lượng Mặt trời đến bề mặt do khí quyển không cản trở bức xạ Mặt trời. Bề mặt ấm phát bức xạ hồng ngoại nhưng nó lại bị cản trở tương đối bởi khí quyển và năng lượng bị chậm giải phóng, khiến hành tinh ấm lên. Kể từ năm 1859, John Tyndall xác định rằng nitơ và oxy (99% không khí khô) không cản trở bức xạ hồng ngoại nhưng hơi nước và lượng nhỏ các khí (đáng kể nhất là methane và carbon dioxide) hấp thụ và khi ấm lên phát bức xạ hồng ngoại. Sự thay đổi nồng độ những khí này có thể gây "tất cả đột biến về khí hậu mà các nhà nghiên cứu địa chất phát hiện" bao gồm các kỷ băng hà.
Svante Arrhenius để ý thấy hơi nước trong không khí không ngừng đa dạng nhưng carbon dioxide thì do những quá trình địa chất lâu dài quyết định. Tại điểm kết của một kỷ băng hà, sự ấm lên do CO2 gia tăng sẽ làm tăng lượng hơi nước, khuếch đại hiệu ứng trong một quá trình phản hồi. Vào năm 1896, ông công bố mô hình khí hậu đầu tiên về hiện tượng này, chỉ ra giảm một nửa CO2 có thể khiến nhiệt độ giảm một mức đủ để khởi động kỷ băng hà. Arrhenius tính toán rằng nếu gấp đôi lượng CO2 thì nhiệt độ sẽ tăng cỡ 5–6 °C (9,0–10,8 °F). Các nhà khoa học khác lúc đầu nghi ngờ và tin rằng hiệu ứng nhà kính bị bão hòa nên có thêm thêm CO2 thì cũng không khác gì. Họ nghĩ khí hậu sẽ tự điều chỉnh. Từ năm 1938 Guy Stewart Callendar công bố bằng chứng chỉ ra khí hậu đang ấm lên và hàm lượng CO2 đang tăng nhưng những tính toán của ông cũng vấp phải sự phản đối tương tự.
Vào thập niên 1950, Gilbert Plass tạo ra một mô hình máy tính chi tiết tính đến các lớp khí quyển khác nhau và phổ hồng ngoại, phát hiện hàm lượng CO2 tăng sẽ khiến khí hậu ấm lên. Cùng thời gian, Hans Suess tìm thấy bằng chứng về việc CO2 đã đang tăng, Roger Revelle chỉ ra đại dương sẽ không hấp thu lượng tăng và họ cùng nhau hỗ trợ Charles Keeling bắt đầu ghi chép sự gia tăng tiếp diễn thể hiện qua Đường cong Keeling. Giới khoa học cảnh báo công chúng và nguy cơ được trình bày tại phiên chứng nhận trước Quốc hội của James Hansen năm 1988. Ủy ban Liên chính phủ về Biến đổi Khí hậu được thành lập năm 1988 để đưa ra lời khuyên chính thức cho các chính phủ trên thế giới và thúc đẩy nghiên cứu liên ngành.

#### Báo cáo của IPCC
AR4 Working Group I Report
- IPCC (2007). Solomon, S.; Qin, D.; Manning, M.; Chen, Z.; và đồng nghiệp (biên tập). Climate Change 2007: The Physical Science Basis. Contribution of Working Group I to the Fourth Assessment Report of the Intergovernmental Panel on Climate Change. Cambridge University Press. ISBN 978-0-521-88009-1.

  - Le Treut, H.; Somerville, R.; Cubasch, U.; Ding, Y.; và đồng nghiệp (2007). "Chapter 1: Historical Overview of Climate Change Science" (PDF). IPCC AR4 WG1 2007. tr. 93–127.
  - Randall, D. A.; Wood, R. A.; Bony, S.; Colman, R.; và đồng nghiệp (2007). "Chapter 8: Climate Models and their Evaluation" (PDF). IPCC AR4 WG1 2007. tr. 589–662.
  - Hegerl, G. C.; Zwiers, F. W.; Braconnot, P.; Gillett, N. P.; và đồng nghiệp (2007). "Chapter 9: Understanding and Attributing Climate Change" (PDF). IPCC AR4 WG1 2007. tr. 663–745.

AR4 Working Group II Report
- IPCC (2007). Parry, M. L.; Canziani, O. F.; Palutikof, J. P.; van der Linden, P. J.; và đồng nghiệp (biên tập). Climate Change 2007: Impacts, Adaptation and Vulnerability. Contribution of Working Group II to the Fourth Assessment Report of the Intergovernmental Panel on Climate Change. Cambridge University Press. ISBN 978-0-521-88010-7. Bản gốc lưu trữ ngày 10 tháng 11 năm 2018. Truy cập ngày 10 tháng 12 năm 2021.

  - Rosenzweig, C.; Casassa, G.; Karoly, D. J.; Imeson, A.; và đồng nghiệp (2007). "Chapter 1: Assessment of observed changes and responses in natural and managed systems" (PDF). IPCC AR4 WG2 2007. tr. 79–131.
  - Schneider, S. H.; Semenov, S.; Patwardhan, A.; Burton, I.; và đồng nghiệp (2007). "Chapter 19: Assessing key vulnerabilities and the risk from climate change" (PDF). IPCC AR4 WG2 2007. tr. 779–810.

AR4 Working Group III Report
- IPCC (2007). Metz, B.; Davidson, O. R.; Bosch, P. R.; Dave, R.; và đồng nghiệp (biên tập). Climate Change 2007: Mitigation of Climate Change. Contribution of Working Group III to the Fourth Assessment Report of the Intergovernmental Panel on Climate Change. Cambridge University Press. ISBN 978-0-521-88011-4. Bản gốc lưu trữ ngày 12 tháng 10 năm 2014. Truy cập ngày 10 tháng 12 năm 2021.
  - Rogner, H.-H.; Zhou, D.; Bradley, R.; Crabbé, P.; và đồng nghiệp (2007). "Chapter 1: Introduction" (PDF). IPCC AR4 WG3 2007. tr. 95–116.

AR5 Working Group I Report
- IPCC (2013). Stocker, T. F.; Qin, D.; Plattner, G.-K.; Tignor, M.; và đồng nghiệp (biên tập). Climate Change 2013: The Physical Science Basis (PDF). Contribution of Working Group I to the Fifth Assessment Report of the Intergovernmental Panel on Climate Change. Cambridge, UK & New York: Cambridge University Press. ISBN 978-1-107-05799-9.. AR5 Climate Change 2013: The Physical Science Basis — IPCC
  - IPCC (2013). "Summary for Policymakers" (PDF). IPCC AR5 WG1 2013.
  - Stocker, T. F.; Qin, D.; Plattner, G.-K.; Alexander, L. V.; và đồng nghiệp (2013). "Technical Summary" (PDF). IPCC AR5 WG1 2013. tr. 33–115.
  - Hartmann, D. L.; Klein Tank, A. M. G.; Rusticucci, M.; Alexander, L. V.; và đồng nghiệp (2013). "Chapter 2: Observations: Atmosphere and Surface" (PDF). IPCC AR5 WG1 2013. tr. 159–254.
  - Rhein, M.; Rintoul, S. R.; Aoki, S.; Campos, E.; và đồng nghiệp (2013). "Chapter 3: Observations: Ocean" (PDF). IPCC AR5 WG1 2013. tr. 255–315.
  - Masson-Delmotte, V.; Schulz, M.; Abe-Ouchi, A.; Beer, J.; và đồng nghiệp (2013). "Chapter 5: Information from Paleoclimate Archives" (PDF). IPCC AR5 WG1 2013. tr. 383–464.
  - Bindoff, N. L.; Stott, P. A.; AchutaRao, K. M.; Allen, M. R.; và đồng nghiệp (2013). "Chapter 10: Detection and Attribution of Climate Change: from Global to Regional" (PDF). IPCC AR5 WG1 2013. tr. 867–952.
  - Collins, M.; Knutti, R.; Arblaster, J. M.; Dufresne, J.-L.; và đồng nghiệp (2013). "Chapter 12: Long-term Climate Change: Projections, Commitments and Irreversibility" (PDF). IPCC AR5 WG1 2013. tr. 1029–1136.

AR5 Working Group II Report

- IPCC (2014). Field, C. B.; Barros, V. R.; Dokken, D. J.; Mach, K. J.; và đồng nghiệp (biên tập). Climate Change 2014: Impacts, Adaptation, and Vulnerability. Part A: Global and Sectoral Aspects. Contribution of Working Group II to the Fifth Assessment Report of the Intergovernmental Panel on Climate Change. Cambridge University Press. ISBN 978-1-107-05807-1.. Chapters 1–20, SPM, and Technical Summary.
  - Jiménez Cisneros, B. E.; Oki, T.; Arnell, N. W.; Benito, G.; và đồng nghiệp (2014). "Chapter 3: Freshwater Resources" (PDF). IPCC AR5 WG2 A 2014. tr. 229–269.
  - Porter, J. R.; Xie, L.; Challinor, A. J.; Cochrane, K.; và đồng nghiệp (2014). "Chapter 7: Food Security and Food Production Systems" (PDF). IPCC AR5 WG2 A 2014. tr. 485–533.
  - Smith, K. R.; Woodward, A.; Campbell-Lendrum, D.; Chadee, D. D.; và đồng nghiệp (2014). "Chapter 11: Human Health: Impacts, Adaptation, and Co-Benefits" (PDF). In IPCC AR5 WG2 A 2014. tr. 709–754.
  - Olsson, L.; Opondo, M.; Tschakert, P.; Agrawal, A.; và đồng nghiệp (2014). "Chapter 13: Livelihoods and Poverty" (PDF). IPCC AR5 WG2 A 2014. tr. 793–832.
  - Cramer, W.; Yohe, G. W.; Auffhammer, M.; Huggel, C.; và đồng nghiệp (2014). "Chapter 18: Detection and Attribution of Observed Impacts" (PDF). IPCC AR5 WG2 A 2014. tr. 979–1037.
  - Oppenheimer, M.; Campos, M.; Warren, R.; Birkmann, J.; và đồng nghiệp (2014). "Chapter 19: Emergent Risks and Key Vulnerabilities" (PDF). IPCC AR5 WG2 A 2014. tr. 1039–1099.
- IPCC (2014). Barros, V. R.; Field, C. B.; Dokken, D. J.; Mach, K. J.; và đồng nghiệp (biên tập). Climate Change 2014: Impacts, Adaptation, and Vulnerability. Part B: Regional Aspects (PDF). Contribution of Working Group II to the Fifth Assessment Report of the Intergovernmental Panel on Climate Change. Cambridge, UK & New York: Cambridge University Press. ISBN 978-1-107-05816-3.. Chapters 21–30, Annexes, and Index.
  - Larsen, J. N.; Anisimov, O. A.; Constable, A.; Hollowed, A. B.; và đồng nghiệp (2014). "Chapter 28: Polar Regions" (PDF). IPCC AR5 WG2 B 2014. tr. 1567–1612.

AR5 Working Group III Report
- IPCC (2014). Edenhofer, O.; Pichs-Madruga, R.; Sokona, Y.; Farahani, E.; và đồng nghiệp (biên tập). Climate Change 2014: Mitigation of Climate Change. Contribution of Working Group III to the Fifth Assessment Report of the Intergovernmental Panel on Climate Change. Cambridge, UK & New York, NY: Cambridge University Press. ISBN 978-1-107-05821-7.
  - Blanco, G.; Gerlagh, R.; Suh, S.; Barrett, J.; và đồng nghiệp (2014). "Chapter 5: Drivers, Trends and Mitigation" (PDF). IPCC AR5 WG3 2014. tr. 351–411.
  - Lucon, O.; Ürge-Vorsatz, D.; Ahmed, A.; Akbari, H.; và đồng nghiệp (2014). "Chapter 9: Buildings" (PDF). IPCC AR5 WG3 2014.

AR5 Synthesis Report
- IPCC AR5 SYR (2014). The Core Writing Team; Pachauri, R. K.; Meyer, L. A. (biên tập). Climate Change 2014: Synthesis Report. Contribution of Working Groups I, II and III to the Fifth Assessment Report of the Intergovernmental Panel on Climate Change. Geneva, Switzerland: IPCC.{{Chú thích sách}}:  Quản lý CS1: ref trùng mặc định (liên kết) Quản lý CS1: tên số: danh sách tác giả (liên kết)
  - IPCC (2014). "Summary for Policymakers" (PDF). IPCC AR5 SYR 2014.
  - IPCC (2014). "Annex II: Glossary" (PDF). IPCC AR5 SYR 2014.

 Special Report: Global Warming of 1.5 °C
- IPCC (2018). Masson-Delmotte, V.; Zhai, P.; Pörtner, H.-O.; Roberts, D.; và đồng nghiệp (biên tập). Global Warming of 1.5°C. An IPCC Special Report on the impacts of global warming of 1.5°C above pre-industrial levels and related global greenhouse gas emission pathways, in the context of strengthening the global response to the threat of climate change, sustainable development, and efforts to eradicate poverty (PDF). Intergovernmental Panel on Climate Change. Global Warming of 1.5 ºC —.

  - IPCC (2018). "Summary for Policymakers" (PDF). IPCC SR15 2018. tr. 3–24.
  - Allen, M. R.; Dube, O. P.; Solecki, W.; Aragón-Durand, F.; và đồng nghiệp (2018). "Chapter 1: Framing and Context" (PDF). IPCC SR15 2018. tr. 49–91.
  - Rogelj, J.; Shindell, D.; Jiang, K.; Fifta, S.; và đồng nghiệp (2018). "Chapter 2: Mitigation Pathways Compatible with 1.5°C in the Context of Sustainable Development" (PDF). IPCC SR15 2018. tr. 93–174.
  - Hoegh-Guldberg, O.; Jacob, D.; Taylor, M.; Bindi, M.; và đồng nghiệp (2018). "Chapter 3: Impacts of 1.5ºC Global Warming on Natural and Human Systems" (PDF). IPCC SR15 2018. tr. 175–311.
  - de Coninck, H.; Revi, A.; Babiker, M.; Bertoldi, P.; và đồng nghiệp (2018). "Chapter 4: Strengthening and Implementing the Global Response" (PDF). IPCC SR15 2018. tr. 313–443.
  - Roy, J.; Tschakert, P.; Waisman, H.; Abdul Halim, S.; và đồng nghiệp (2018). "Chapter 5: Sustainable Development, Poverty Eradication and Reducing Inequalities" (PDF). IPCC SR15 2018. tr. 445–538.

 Special Report: Climate change and Land
- IPCC (2019). Shukla, P. R.; Skea, J.; Calvo Buendia, E.; Masson-Delmotte, V.; và đồng nghiệp (biên tập). IPCC Special Report on Climate Change, Desertification, Land Degradation, Sustainable Land Management, Food Security, and Greenhouse gas fluxes in Terrestrial Ecosystems (PDF). In press.

  - IPCC (2019). "Summary for Policymakers" (PDF). IPCC SRCCL 2019. tr. 3–34.
  - Jia, G.; Shevliakova, E.; Artaxo, P. E.; De Noblet-Ducoudré, N.; và đồng nghiệp (2019). "Chapter 2: Land-Climate Interactions" (PDF). IPCC SRCCL 2019. tr. 131–247.
  - Mbow, C.; Rosenzweig, C.; Barioni, L. G.; Benton, T.; và đồng nghiệp (2019). "Chapter 5: Food Security" (PDF). IPCC SRCCL 2019. tr. 437–550.

Special Report: The Ocean and Cryosphere in a Changing Climate
- IPCC (2019). Pörtner, H.-O.; Roberts, D. C.; Masson-Delmotte, V.; Zhai, P.; và đồng nghiệp (biên tập). IPCC Special Report on the Ocean and Cryosphere in a Changing Climate (PDF). In press.

  - IPCC (2019). "Summary for Policymakers" (PDF). IPCC SROCC 2019. tr. 3–35.
  - Meredith, M.; Sommerkorn, M.; Cassotta, S.; Derksen, C.; và đồng nghiệp (2019). "Chapter 3: Polar Regions" (PDF). IPCC SROCC 2019. tr. 203–320.
  - Oppenheimer, M.; Glavovic, B.; Hinkel, J.; van de Wal, R.; và đồng nghiệp (2019). "Chapter 4: Sea Level Rise and Implications for Low Lying Islands, Coasts and Communities" (PDF). IPCC SROCC 2019. tr. 321–445.
  - Bindoff, N. L.; Cheung, W. W. L.; Kairo, J. G.; Arístegui, J.; và đồng nghiệp (2019). "Chapter 5: Changing Ocean, Marine Ecosystems, and Dependent Communities" (PDF). IPCC SROCC 2019. tr. 447–587.

#### Các ấn phẩm đã được bình duyệt khác
- Albrecht, Bruce A. (1989). "Aerosols, Cloud Microphysics, and Fractional Cloudiness". Science. Quyển 245 số 4923. tr. 1227–1239. Bibcode:1989Sci...245.1227A. doi:10.1126/science.245.4923.1227. PMID 17747885. S2CID 46152332.
- Balsari, S.; Dresser, C.; Leaning, J. (2020). "Climate Change, Migration, and Civil Strife". Curr Environ Health Rep. Quyển 7 số 4. tr. 404–414. doi:10.1007/s40572-020-00291-4. PMC 7550406. PMID 33048318.
- Bamber, Jonathan L.; Oppenheimer, Michael; Kopp, Robert E.; Aspinall, Willy P.; Cooke, Roger M. (2019). "Ice sheet contributions to future sea-level rise from structured expert judgment". Proceedings of the National Academy of Sciences. Quyển 116 số 23. tr. 11195–11200. Bibcode:2019PNAS..11611195B. doi:10.1073/pnas.1817205116. ISSN 0027-8424. PMC 6561295. PMID 31110015.
- Bednar, Johannes; Obersteiner, Michael; Wagner, Fabian (2019). "On the financial viability of negative emissions". Nature Communications. Quyển 10 số 1. tr. 1783. Bibcode:2019NatCo..10.1783B. doi:10.1038/s41467-019-09782-x. ISSN 2041-1723. PMC 6467865. PMID 30992434.
- Berrill, P.; Arvesen, A.; Scholz, Y.; Gils, H. C.; và đồng nghiệp (2016). "Environmental impacts of high penetration renewable energy scenarios for Europe". Environmental Research Letters. Quyển 11 số 1. tr. 014012. Bibcode:2016ERL....11a4012B. doi:10.1088/1748-9326/11/1/014012.
- Björnberg, Karin Edvardsson; Karlsson, Mikael; Gilek, Michael; Hansson, Sven Ove (2017). "Climate and environmental science denial: A review of the scientific literature published in 1990–2015". Journal of Cleaner Production. Quyển 167. tr. 229–241. doi:10.1016/j.jclepro.2017.08.066. ISSN 0959-6526.
- Boulianne, Shelley; Lalancette, Mireille; Ilkiw, David (2020). ""School Strike 4 Climate": Social Media and the International Youth Protest on Climate Change". Media and Communication. Quyển 8 số 2. tr. 208–218. doi:10.17645/mac.v8i2.2768. ISSN 2183-2439.
- Bui, M.; Adjiman, C.; Bardow, A.; Anthony, Edward J.; và đồng nghiệp (2018). "Carbon capture and storage (CCS): the way forward". Energy & Environmental Science. Quyển 11 số 5. tr. 1062–1176. doi:10.1039/c7ee02342a.
- Burke, Claire; Stott, Peter (2017). "Impact of Anthropogenic Climate Change on the East Asian Summer Monsoon". Journal of Climate. Quyển 30 số 14. tr. 5205–5220. arXiv:1704.00563. Bibcode:2017JCli...30.5205B. doi:10.1175/JCLI-D-16-0892.1. ISSN 0894-8755. S2CID 59509210.
- Burke, Marshall; Davis, W. Matthew; Diffenbaugh, Noah S (2018). "Large potential reduction in economic damages under UN mitigation targets". Nature. Quyển 557 số 7706. tr. 549–553. Bibcode:2018Natur.557..549B. doi:10.1038/s41586-018-0071-9. ISSN 1476-4687. PMID 29795251. S2CID 43936274.
- Callendar, G. S. (1938). "The artificial production of carbon dioxide and its influence on temperature". Quarterly Journal of the Royal Meteorological Society. Quyển 64 số 275. tr. 223–240. Bibcode:1938QJRMS..64..223C. doi:10.1002/qj.49706427503.
- Cattaneo, Cristina; Beine, Michel; Fröhlich, Christiane J.; Kniveton, Dominic; và đồng nghiệp (2019). "Human Migration in the Era of Climate Change". Review of Environmental Economics and Policy. Quyển 13 số 2. tr. 189–206. doi:10.1093/reep/rez008. hdl:10.1093/reep/rez008. ISSN 1750-6816. S2CID 198660593.
- Cohen, Judah; Screen, James; Furtado, Jason C.; Barlow, Mathew; và đồng nghiệp (2014). "Recent Arctic amplification and extreme mid-latitude weather" (PDF). Nature Geoscience. Quyển 7 số 9. tr. 627–637. Bibcode:2014NatGe...7..627C. doi:10.1038/ngeo2234. ISSN 1752-0908.
- Cook, John; Oreskes, Naomi; Doran, Peter T.; Anderegg, William R. L.; và đồng nghiệp (2016). "Consensus on consensus: a synthesis of consensus estimates on human-caused global warming". Environmental Research Letters. Quyển 11 số 4. tr. 048002. Bibcode:2016ERL....11d8002C. doi:10.1088/1748-9326/11/4/048002.
- Costello, Anthony; Abbas, Mustafa; Allen, Adriana; Ball, Sarah; và đồng nghiệp (2009). "Managing the health effects of climate change". The Lancet. Quyển 373 số 9676. tr. 1693–1733. doi:10.1016/S0140-6736(09)60935-1. PMID 19447250. S2CID 205954939. Lưu trữ bản gốc ngày 13 tháng 8 năm 2017.
- Curtis, P.; Slay, C.; Harris, N.; Tyukavina, A.; và đồng nghiệp (2018). "Classifying drivers of global forest loss". Science. Quyển 361 số 6407. tr. 1108–1111. Bibcode:2018Sci...361.1108C. doi:10.1126/science.aau3445. PMID 30213911. S2CID 52273353.
- Davidson, Eric (2009). "The contribution of manure and fertilizer nitrogen to atmospheric nitrous oxide since 1860". Nature Geoscience. Quyển 2. tr. 659–662. doi:10.1016/j.chemer.2016.04.002.
- DeConto, Robert M.; Pollard, David (2016). "Contribution of Antarctica to past and future sea-level rise". Nature. Quyển 531 số 7596. tr. 591–597. Bibcode:2016Natur.531..591D. doi:10.1038/nature17145. ISSN 1476-4687. PMID 27029274. S2CID 205247890.
- Dean, Joshua F.; Middelburg, Jack J.; Röckmann, Thomas; Aerts, Rien; và đồng nghiệp (2018). "Methane Feedbacks to the Global Climate System in a Warmer World". Reviews of Geophysics. Quyển 56 số 1. tr. 207–250. Bibcode:2018RvGeo..56..207D. doi:10.1002/2017RG000559. ISSN 1944-9208.
- Delworth, Thomas L.; Zeng, Fanrong (2012). "Multicentennial variability of the Atlantic meridional overturning circulation and its climatic influence in a 4000 year simulation of the GFDL CM2.1 climate model". Geophysical Research Letters. Quyển 39 số 13. tr. n/a. Bibcode:2012GeoRL..3913702D. doi:10.1029/2012GL052107. ISSN 1944-8007.
- Deutsch, Curtis; Brix, Holger; Ito, Taka; Frenzel, Hartmut; và đồng nghiệp (2011). "Climate-Forced Variability of Ocean Hypoxia" (PDF). Science. Quyển 333 số 6040. tr. 336–339. Bibcode:2011Sci...333..336D. doi:10.1126/science.1202422. PMID 21659566. S2CID 11752699. Lưu trữ (PDF) bản gốc ngày 9 tháng 5 năm 2016.
- Diffenbaugh, Noah S.; Burke, Marshall (2019). "Global warming has increased global economic inequality". Proceedings of the National Academy of Sciences. Quyển 116 số 20. tr. 9808–9813. doi:10.1073/pnas.1816020116. ISSN 0027-8424. PMC 6525504. PMID 31010922.
- Doney, Scott C.; Fabry, Victoria J.; Feely, Richard A.; Kleypas, Joan A. (2009). "Ocean Acidification: The Other CO2 Problem". Annual Review of Marine Science. Quyển 1 số 1. tr. 169–192. Bibcode:2009ARMS....1..169D. doi:10.1146/annurev.marine.010908.163834. PMID 21141034. S2CID 402398.
- Fahey, D. W.; Doherty, S. J.; Hibbard, K. A.; Romanou, A.; Taylor, P. C. (2017). "Chapter 2: Physical Drivers of Climate Change" (PDF). In USGCRP2017. Bản gốc (PDF) lưu trữ ngày 11 tháng 7 năm 2023. Truy cập ngày 10 tháng 12 năm 2021.
- Fischer, Tobias P.; Aiuppa, Alessandro (2020). "AGU Centennial Grand Challenge: Volcanoes and Deep Carbon Global CO2 Emissions From Subaerial Volcanism – Recent Progress and Future Challenges". Geochemistry, Geophysics, Geosystems. Quyển 21 số 3. tr. e08690. Bibcode:2020GGG....2108690F. doi:10.1029/2019GC008690. ISSN 1525-2027.
- Franzke, Christian L. E.; Barbosa, Susana; Blender, Richard; Fredriksen, Hege-Beate; và đồng nghiệp (2020). "The Structure of Climate Variability Across Scales". Reviews of Geophysics. Quyển 58 số 2. tr. e2019RG000657. Bibcode:2020RvGeo..5800657F. doi:10.1029/2019RG000657. ISSN 1944-9208.
- Friedlingstein, Pierre; Jones, Matthew W.; O'Sullivan, Michael; Andrew, Robbie M.; và đồng nghiệp (2019). "Global Carbon Budget 2019". Earth System Science Data. Quyển 11 số 4. tr. 1783–1838. Bibcode:2019ESSD...11.1783F. doi:10.5194/essd-11-1783-2019. ISSN 1866-3508.
- Fyfe, John C.; Meehl, Gerald A.; England, Matthew H.; Mann, Michael E.; và đồng nghiệp (2016). "Making sense of the early-2000s warming slowdown" (PDF). Nature Climate Change. Quyển 6 số 3. tr. 224–228. Bibcode:2016NatCC...6..224F. doi:10.1038/nclimate2938. Lưu trữ (PDF) bản gốc ngày 7 tháng 2 năm 2019.
- Goyal, Rishav; England, Matthew H; Sen Gupta, Alex; Jucker, Martin (2019). "Reduction in surface climate change achieved by the 1987 Montreal Protocol". Environmental Research Letters. Quyển 14 số 12. tr. 124041. Bibcode:2019ERL....14l4041G. doi:10.1088/1748-9326/ab4874. ISSN 1748-9326.
- Grubb, M. (2003). "The Economics of the Kyoto Protocol" (PDF). World Economics. Quyển 4 số 3. tr. 144–145. Bản gốc (PDF) lưu trữ ngày 4 tháng 9 năm 2012.
- Gunningham, Neil (2018). "Mobilising civil society: can the climate movement achieve transformational social change?" (PDF). Interface: A Journal for and About Social Movements. Quyển 10. Lưu trữ (PDF) bản gốc ngày 12 tháng 4 năm 2019. Truy cập ngày 12 tháng 4 năm 2019.
- Hagmann, David; Ho, Emily H.; Loewenstein, George (2019). "Nudging out support for a carbon tax". Nature Climate Change. Quyển 9 số 6. tr. 484–489. Bibcode:2019NatCC...9..484H. doi:10.1038/s41558-019-0474-0. S2CID 182663891.
- Haines, A.; Ebi, K. (2019). "The Imperative for Climate Action to Protect Health". New England Journal of Medicine. Quyển 380 số 3. tr. 263–273. doi:10.1056/NEJMra1807873. PMID 30650330. S2CID 58662802.
- Hansen, James; Sato, Makiko; Hearty, Paul; Ruedy, Reto; và đồng nghiệp (2016). "Ice melt, sea level rise and superstorms: evidence from paleoclimate data, climate modeling, and modern observations that 2 °C global warming could be dangerous". Atmospheric Chemistry and Physics. Quyển 16 số 6. tr. 3761–3812. arXiv:1602.01393. Bibcode:2016ACP....16.3761H. doi:10.5194/acp-16-3761-2016. ISSN 1680-7316. S2CID 9410444.{{Chú thích tạp chí}}:  Quản lý CS1: DOI truy cập mở nhưng không được đánh ký hiệu (liên kết)
- Harvey, Jeffrey A.; Van den Berg, Daphne; Ellers, Jacintha; Kampen, Remko; và đồng nghiệp (2018). "Internet Blogs, Polar Bears, and Climate-Change Denial by Proxy". BioScience. Quyển 68 số 4. tr. 281–287. doi:10.1093/biosci/bix133. ISSN 0006-3568. PMC 5894087. PMID 29662248.
- Hawkins, Ed; Ortega, Pablo; Suckling, Emma; Schurer, Andrew; và đồng nghiệp (2017). "Estimating Changes in Global Temperature since the Preindustrial Period". Bulletin of the American Meteorological Society. Quyển 98 số 9. tr. 1841–1856. Bibcode:2017BAMS...98.1841H. doi:10.1175/bams-d-16-0007.1. ISSN 0003-0007.
- He, Yanyi; Wang, Kaicun; Zhou, Chunlüe; Wild, Martin (2018). "A Revisit of Global Dimming and Brightening Based on the Sunshine Duration". Geophysical Research Letters. Quyển 45 số 9. tr. 4281–4289. Bibcode:2018GeoRL..45.4281H. doi:10.1029/2018GL077424. ISSN 1944-8007.
- Hilaire, Jérôme; Minx, Jan C.; Callaghan, Max W.; Edmonds, Jae; Luderer, Gunnar; Nemet, Gregory F.; Rogelj, Joeri; Zamora, Maria Mar (ngày 17 tháng 10 năm 2019). "Negative emissions and international climate goals—learning from and about mitigation scenarios". Climatic Change. Quyển 157 số 2. tr. 189–219. Bibcode:2019ClCh..157..189H. doi:10.1007/s10584-019-02516-4.
- Hodder, Patrick; Martin, Brian (2009). "Climate Crisis? The Politics of Emergency Framing". Economic and Political Weekly. Quyển 44 số 36. tr. 53–60. ISSN 0012-9976. JSTOR 25663518.
- Holding, S.; Allen, D. M.; Foster, S.; Hsieh, A.; và đồng nghiệp (2016). "Groundwater vulnerability on small islands". Nature Climate Change. Quyển 6 số 12. tr. 1100–1103. Bibcode:2016NatCC...6.1100H. doi:10.1038/nclimate3128. ISSN 1758-6798.
- Joo, Gea-Jae; Kim, Ji Yoon; Do, Yuno; Lineman, Maurice (2015). "Talking about Climate Change and Global Warming". PLOS ONE. Quyển 10 số 9. tr. e0138996. Bibcode:2015PLoSO..1038996L. doi:10.1371/journal.pone.0138996. ISSN 1932-6203. PMC 4587979. PMID 26418127.
- Kabir, Russell; Khan, Hafiz T. A.; Ball, Emma; Caldwell, Khan (2016). "Climate Change Impact: The Experience of the Coastal Areas of Bangladesh Affected by Cyclones Sidr and Aila". Journal of Environmental and Public Health. Quyển 2016. tr. 9654753. doi:10.1155/2016/9654753. PMC 5102735. PMID 27867400.
- Kaczan, David J.; Orgill-Meyer, Jennifer (2020). "The impact of climate change on migration: a synthesis of recent empirical insights". Climatic Change. Quyển 158 số 3. tr. 281–300. Bibcode:2020ClCh..158..281K. doi:10.1007/s10584-019-02560-0. S2CID 207988694. Truy cập ngày 9 tháng 2 năm 2021.
- Kennedy, J. J.; Thorne, W. P.; Peterson, T. C.; Ruedy, R. A.; và đồng nghiệp (2010). Arndt, D. S.; Baringer, M. O.; Johnson, M. R. (biên tập). "How do we know the world has warmed?". Special supplement: State of the Climate in 2009. Bulletin of the American Meteorological Society. Quyển 91 số 7. S26-S27. doi:10.1175/BAMS-91-7-StateoftheClimate.
- Kopp, R. E.; Hayhoe, K.; Easterling, D. R.; Hall, T.; và đồng nghiệp (2017). "Chapter 15: Potential Surprises: Compound Extremes and Tipping Elements". In USGCRP 2017. tr. 1–470. Lưu trữ bản gốc ngày 20 tháng 8 năm 2018.
- Kossin, J. P.; Hall, T.; Knutson, T.; Kunkel, K. E.; Trapp, R. J.; Waliser, D. E.; Wehner, M. F. (2017). "Chapter 9: Extreme Storms". In USGCRP2017. tr. 1–470. Bản gốc lưu trữ ngày 15 tháng 3 năm 2021. Truy cập ngày 10 tháng 12 năm 2021.
- Knutson, T. (2017). "Appendix C: Detection and attribution methodologies overview.". In USGCRP2017. tr. 1–470. Bản gốc lưu trữ ngày 6 tháng 7 năm 2024. Truy cập ngày 10 tháng 12 năm 2021.
- Krause, Andreas; Pugh, Thomas A. M.; Bayer, Anita D.; Li, Wei; và đồng nghiệp (2018). "Large uncertainty in carbon uptake potential of land-based climate-change mitigation efforts". Global Change Biology. Quyển 24 số 7. tr. 3025–3038. Bibcode:2018GCBio..24.3025K. doi:10.1111/gcb.14144. ISSN 1365-2486. PMID 29569788. S2CID 4919937.
- Kreidenweis, Ulrich; Humpenöder, Florian; Stevanović, Miodrag; Bodirsky, Benjamin Leon; và đồng nghiệp (tháng 7 năm 2016). "Afforestation to mitigate climate change: impacts on food prices under consideration of albedo effects". Environmental Research Letters. Quyển 11 số 8. tr. 085001. Bibcode:2016ERL....11h5001K. doi:10.1088/1748-9326/11/8/085001. ISSN 1748-9326.
- Kvande, H. (2014). "The Aluminum Smelting Process". Journal of Occupational and Environmental Medicine. Quyển 56 số 5 Suppl. tr. S2 – S4. doi:10.1097/JOM.0000000000000154. PMC 4131936. PMID 24806722.
- Lapenis, Andrei G. (1998). "Arrhenius and the Intergovernmental Panel on Climate Change". Eos. Quyển 79 số 23. tr. 271. Bibcode:1998EOSTr..79..271L. doi:10.1029/98EO00206.
- Levermann, Anders; Clark, Peter U.; Marzeion, Ben; Milne, Glenn A.; và đồng nghiệp (2013). "The multimillennial sea-level commitment of global warming". Proceedings of the National Academy of Sciences. Quyển 110 số 34. tr. 13745–13750. Bibcode:2013PNAS..11013745L. doi:10.1073/pnas.1219414110. ISSN 0027-8424. PMC 3752235. PMID 23858443.
- Lenoir, Jonathan; Bertrand, Romain; Comte, Lise; Bourgeaud, Luana; và đồng nghiệp (2020). "Species better track climate warming in the oceans than on land". Nature Ecology & Evolution. Quyển 4 số 8. tr. 1044–1059. doi:10.1038/s41559-020-1198-2. ISSN 2397-334X. PMID 32451428. S2CID 218879068.
- Liepert, Beate G.; Previdi, Michael (2009). "Do Models and Observations Disagree on the Rainfall Response to Global Warming?". Journal of Climate. Quyển 22 số 11. tr. 3156–3166. Bibcode:2009JCli...22.3156L. doi:10.1175/2008JCLI2472.1.
- Liverman, Diana M. (2009). "Conventions of climate change: constructions of danger and the dispossession of the atmosphere". Journal of Historical Geography. Quyển 35 số 2. tr. 279–296. doi:10.1016/j.jhg.2008.08.008.
- Liu, Wei; Xie, Shang-Ping; Liu, Zhengyu; Zhu, Jiang (2017). "Overlooked possibility of a collapsed Atlantic Meridional Overturning Circulation in warming climate". Science Advances. Quyển 3 số 1. tr. e1601666. Bibcode:2017SciA....3E1666L. doi:10.1126/sciadv.1601666. PMC 5217057. PMID 28070560.
- Mach, Katharine J.; Kraan, Caroline M.; Adger, W. Neil; Buhaug, Halvard; và đồng nghiệp (2019). "Climate as a risk factor for armed conflict". Nature. Quyển 571 số 7764. tr. 193–197. Bibcode:2019Natur.571..193M. doi:10.1038/s41586-019-1300-6. ISSN 1476-4687. PMID 31189956. S2CID 186207310.
- Matthews, H. Damon; Gillett, Nathan P.; Stott, Peter A.; Zickfeld, Kirsten (2009). "The proportionality of global warming to cumulative carbon emissions". Nature. Quyển 459 số 7248. tr. 829–832. Bibcode:2009Natur.459..829M. doi:10.1038/nature08047. ISSN 1476-4687. PMID 19516338. S2CID 4423773.
- Matthews, Tom (2018). "Humid heat and climate change". Progress in Physical Geography: Earth and Environment. Quyển 42 số 3. tr. 391–405. doi:10.1177/0309133318776490. S2CID 134820599.
- McNeill, V. Faye (2017). "Atmospheric Aerosols: Clouds, Chemistry, and Climate". Annual Review of Chemical and Biomolecular Engineering. Quyển 8 số 1. tr. 427–444. doi:10.1146/annurev-chembioeng-060816-101538. ISSN 1947-5438. PMID 28415861.
- Melillo, J. M.; Frey, S. D.; DeAngelis, K. M.; Werner, W. J.; và đồng nghiệp (2017). "Long-term pattern and magnitude of soil carbon feedback to the climate system in a warming world". Science. Quyển 358 số 6359. tr. 101–105. Bibcode:2017Sci...358..101M. doi:10.1126/science.aan2874. PMID 28983050.
- Mercure, J.-F.; Pollitt, H.; Viñuales, J. E.; Edwards, N. R.; và đồng nghiệp (2018). "Macroeconomic impact of stranded fossil fuel assets" (PDF). Nature Climate Change. Quyển 8 số 7. tr. 588–593. Bibcode:2018NatCC...8..588M. doi:10.1038/s41558-018-0182-1. ISSN 1758-6798. S2CID 89799744.
- Mitchum, G. T.; Masters, D.; Hamlington, B. D.; Fasullo, J. T.; và đồng nghiệp (2018). "Climate-change–driven accelerated sea-level rise detected in the altimeter era". Proceedings of the National Academy of Sciences. Quyển 115 số 9. tr. 2022–2025. Bibcode:2018PNAS..115.2022N. doi:10.1073/pnas.1717312115. ISSN 0027-8424. PMC 5834701. PMID 29440401.
- National Research Council (2011). Climate Stabilization Targets: Emissions, Concentrations, and Impacts over Decades to Millennia. Washington, D.C.: National Academies Press. doi:10.17226/12877. ISBN 978-0-309-15176-4. Lưu trữ bản gốc ngày 20 tháng 7 năm 2010. Truy cập ngày 19 tháng 8 năm 2013.
- National Research Council (2011). "Causes and Consequences of Climate Change". America's Climate Choices. Washington, D.C.: The National Academies Press. doi:10.17226/12781. ISBN 978-0-309-14585-5. Lưu trữ bản gốc ngày 21 tháng 7 năm 2015. Truy cập ngày 28 tháng 1 năm 2019.
- Neukom, Raphael; Steiger, Nathan; Gómez-Navarro, Juan José; Wang, Jianghao; và đồng nghiệp (2019). "No evidence for globally coherent warm and cold periods over the preindustrial Common Era" (PDF). Nature. Quyển 571 số 7766. tr. 550–554. Bibcode:2019Natur.571..550N. doi:10.1038/s41586-019-1401-2. ISSN 1476-4687. PMID 31341300. S2CID 198494930.
- Neukom, Raphael; Barboza, Luis A.; Erb, Michael P.; Shi, Feng; và đồng nghiệp (2019). "Consistent multidecadal variability in global temperature reconstructions and simulations over the Common Era". Nature Geoscience. Quyển 12 số 8. tr. 643–649. Bibcode:2019NatGe..12..643P. doi:10.1038/s41561-019-0400-0. ISSN 1752-0908. PMC 6675609. PMID 31372180.
- O'Neill, Saffron J.; Boykoff, Max (2010). "Climate denier, skeptic, or contrarian?". Proceedings of the National Academy of Sciences of the United States of America. Quyển 107 số 39. tr. E151. Bibcode:2010PNAS..107E.151O. doi:10.1073/pnas.1010507107. ISSN 0027-8424. PMC 2947866. PMID 20807754.
- Poloczanska, Elvira S.; Brown, Christopher J.; Sydeman, William J.; Kiessling, Wolfgang; và đồng nghiệp (2013). "Global imprint of climate change on marine life" (PDF). Nature Climate Change. Quyển 3 số 10. tr. 919–925. Bibcode:2013NatCC...3..919P. doi:10.1038/nclimate1958. ISSN 1758-6798.
- Rahmstorf, Stefan; Cazenave, Anny; Church, John A.; Hansen, James E.; và đồng nghiệp (2007). "Recent Climate Observations Compared to Projections" (PDF). Science. Quyển 316 số 5825. tr. 709. Bibcode:2007Sci...316..709R. doi:10.1126/science.1136843. PMID 17272686. S2CID 34008905. Lưu trữ (PDF) bản gốc ngày 6 tháng 9 năm 2018.
- Ramanathan, V.; Carmichael, G. (2008). "Global and Regional Climate Changes due to Black Carbon". Nature Geoscience. Quyển 1 số 4. tr. 221–227. Bibcode:2008NatGe...1..221R. doi:10.1038/ngeo156.
- Randel, William J.; Shine, Keith P.; Austin, John; Barnett, John; và đồng nghiệp (2009). "An update of observed stratospheric temperature trends" (PDF). Journal of Geophysical Research. Quyển 114 số D2. tr. D02107. Bibcode:2009JGRD..11402107R. doi:10.1029/2008JD010421.
- Rauner, Sebastian; Bauer, Nico; Dirnaichner, Alois; Van Dingenen, Rita; Mutel, Chris; Luderer, Gunnar (2020). "Coal-exit health and environmental damage reductions outweigh economic impacts". Nature Climate Change. Quyển 10 số 4. tr. 308–312. Bibcode:2020NatCC..10..308R. doi:10.1038/s41558-020-0728-x. ISSN 1758-6798. S2CID 214619069.
- Riahi, Keywan; van Vuuren, Detlef P.; Kriegler, Elmar; Edmonds, Jae; và đồng nghiệp (2017). "The Shared Socioeconomic Pathways and their energy, land use, and greenhouse gas emissions implications: An overview". Global Environmental Change. Quyển 42. tr. 153–168. doi:10.1016/j.gloenvcha.2016.05.009. ISSN 0959-3780.
- Rogelj, Joeri; Forster, Piers M.; Kriegler, Elmar; Smith, Christopher J.; và đồng nghiệp (2019). "Estimating and tracking the remaining carbon budget for stringent climate targets". Nature. Quyển 571 số 7765. tr. 335–342. Bibcode:2019Natur.571..335R. doi:10.1038/s41586-019-1368-z. ISSN 1476-4687. PMID 31316194. S2CID 197542084.
- Rogelj, Joeri; Meinshausen, Malte; Schaeffer, Michiel; Knutti, Reto; Riahi, Keywan (2015). "Impact of short-lived non-CO2 mitigation on carbon budgets for stabilizing global warming". Environmental Research Letters. Quyển 10 số 7. tr. 1–10. Bibcode:2015ERL....10g5001R. doi:10.1088/1748-9326/10/7/075001.
- Ruseva, Tatyana; Hedrick, Jamie; Marland, Gregg; Tovar, Henning; và đồng nghiệp (2020). "Rethinking standards of permanence for terrestrial and coastal carbon: implications for governance and sustainability". Current Opinion in Environmental Sustainability. Quyển 45. tr. 69–77. doi:10.1016/j.cosust.2020.09.009. ISSN 1877-3435. S2CID 229069907.
- Samset, B. H.; Sand, M.; Smith, C. J.; Bauer, S. E.; và đồng nghiệp (2018). "Climate Impacts From a Removal of Anthropogenic Aerosol Emissions" (PDF). Geophysical Research Letters. Quyển 45 số 2. tr. 1020–1029. Bibcode:2018GeoRL..45.1020S. doi:10.1002/2017GL076079. ISSN 1944-8007. PMC 7427631. PMID 32801404.
- Sand, M.; Berntsen, T. K.; von Salzen, K.; Flanner, M. G.; và đồng nghiệp (2015). "Response of Arctic temperature to changes in emissions of short-lived climate forcers". Nature. Quyển 6 số 3. tr. 286–289. doi:10.1038/nclimate2880.
- Schmidt, Gavin A.; Ruedy, Reto A.; Miller, Ron L.; Lacis, Andy A. (2010). "Attribution of the present-day total greenhouse effect". Journal of Geophysical Research: Atmospheres. Quyển 115 số D20. tr. D20106. Bibcode:2010JGRD..11520106S. doi:10.1029/2010JD014287. ISSN 2156-2202. S2CID 28195537.
- Schmidt, Gavin A.; Shindell, Drew T.; Tsigaridis, Kostas (2014). "Reconciling warming trends". Nature Geoscience. Quyển 7 số 3. tr. 158–160. Bibcode:2014NatGe...7..158S. doi:10.1038/ngeo2105. hdl:2060/20150000726.
- Serdeczny, Olivia; Adams, Sophie; Baarsch, Florent; Coumou, Dim; và đồng nghiệp (2016). "Climate change impacts in Sub-Saharan Africa: from physical changes to their social repercussions" (PDF). Regional Environmental Change. Quyển 17 số 6. tr. 1585–1600. doi:10.1007/s10113-015-0910-2. ISSN 1436-378X. S2CID 3900505.
- Sutton, Rowan T.; Dong, Buwen; Gregory, Jonathan M. (2007). "Land/sea warming ratio in response to climate change: IPCC AR4 model results and comparison with observations". Geophysical Research Letters. Quyển 34 số 2. tr. L02701. Bibcode:2007GeoRL..3402701S. doi:10.1029/2006GL028164.
- Smale, Dan A.; Wernberg, Thomas; Oliver, Eric C. J.; Thomsen, Mads; Harvey, Ben P. (2019). "Marine heatwaves threaten global biodiversity and the provision of ecosystem services" (PDF). Nature Climate Change. Quyển 9 số 4. tr. 306–312. Bibcode:2019NatCC...9..306S. doi:10.1038/s41558-019-0412-1. ISSN 1758-6798. S2CID 91471054. Bản gốc (PDF) lưu trữ ngày 8 tháng 11 năm 2021. Truy cập ngày 10 tháng 12 năm 2021.
- Smith, Joel B.; Schneider, Stephen H.; Oppenheimer, Michael; Yohe, Gary W.; và đồng nghiệp (2009). "Assessing dangerous climate change through an update of the Intergovernmental Panel on Climate Change (IPCC) 'reasons for concern'". Proceedings of the National Academy of Sciences. Quyển 106 số 11. tr. 4133–4137. Bibcode:2009PNAS..106.4133S. doi:10.1073/pnas.0812355106. PMC 2648893. PMID 19251662.
- Smith, N.; Leiserowitz, A. (2013). "The role of emotion in global warming policy support and opposition". Risk Analysis. Quyển 34 số 5. tr. 937–948. doi:10.1111/risa.12140. PMC 4298023. PMID 24219420.
- Springmann, M.; Mason-D'Croz, D.; Robinson, S.; Garnett, T.; và đồng nghiệp (2016). "Global and regional health effects of future food production under climate change: a modelling study". Lancet. Quyển 387 số 10031. tr. 1937–1946. doi:10.1016/S0140-6736(15)01156-3. PMID 26947322. S2CID 41851492.
- Stott, Peter A.; Kettleborough, J. A. (2002). "Origins and estimates of uncertainty in predictions of twenty-first century temperature rise". Nature. Quyển 416 số 6882. tr. 723–726. Bibcode:2002Natur.416..723S. doi:10.1038/416723a. ISSN 1476-4687. PMID 11961551. S2CID 4326593.
- Stroeve, J.; Holland, Marika M.; Meier, Walt; Scambos, Ted; và đồng nghiệp (2007). "Arctic sea ice decline: Faster than forecast". Geophysical Research Letters. Quyển 34 số 9. tr. L09501. Bibcode:2007GeoRL..3409501S. doi:10.1029/2007GL029703.
- Storelvmo, T.; Phillips, P. C. B.; Lohmann, U.; Leirvik, T.; Wild, M. (2016). "Disentangling greenhouse warming and aerosol cooling to reveal Earth's climate sensitivity" (PDF). Nature Geoscience. Quyển 9 số 4. tr. 286–289. Bibcode:2016NatGe...9..286S. doi:10.1038/ngeo2670. ISSN 1752-0908.
- Trenberth, Kevin E.; Fasullo, John T. (2016). "Insights into Earth's Energy Imbalance from Multiple Sources". Journal of Climate. Quyển 29 số 20. tr. 7495–7505. Bibcode:2016JCli...29.7495T. doi:10.1175/JCLI-D-16-0339.1. OSTI 1537015.
- Turetsky, Merritt R.; Abbott, Benjamin W.; Jones, Miriam C.; Anthony, Katey Walter; và đồng nghiệp (2019). "Permafrost collapse is accelerating carbon release". Nature. Quyển 569 số 7754. tr. 32–34. Bibcode:2019Natur.569...32T. doi:10.1038/d41586-019-01313-4. PMID 31040419.
- Turner, Monica G.; Calder, W. John; Cumming, Graeme S.; Hughes, Terry P.; và đồng nghiệp (2020). "Climate change, ecosystems and abrupt change: science priorities". Philosophical Transactions of the Royal Society B. Quyển 375 số 1794. doi:10.1098/rstb.2019.0105. PMC 7017767. PMID 31983326.
- Twomey, S. (1977). "The Influence of Pollution on the Shortwave Albedo of Clouds". J. Atmos. Sci. Quyển 34 số 7. tr. 1149–1152. Bibcode:1977JAtS...34.1149T. doi:10.1175/1520-0469(1977)034<1149:TIOPOT>2.0.CO;2. ISSN 1520-0469.
- Tyndall, John (1861). "On the Absorption and Radiation of Heat by Gases and Vapours, and on the Physical Connection of Radiation, Absorption, and Conduction". Philosophical Magazine. 4. Quyển 22. tr. 169–194, 273–285. Lưu trữ bản gốc ngày 26 tháng 3 năm 2016.
- Urban, Mark C. (2015). "Accelerating extinction risk from climate change". Science. Quyển 348 số 6234. tr. 571–573. Bibcode:2015Sci...348..571U. doi:10.1126/science.aaa4984. ISSN 0036-8075. PMID 25931559.
- USGCRP (2009). Karl, T. R.; Melillo, J.; Peterson, T.; Hassol, S. J. (biên tập). Global Climate Change Impacts in the United States. Cambridge University Press. ISBN 978-0-521-14407-0. Lưu trữ bản gốc ngày 6 tháng 4 năm 2010. Truy cập ngày 17 tháng 4 năm 2010.
- USGCRP (2017). Wuebbles, D. J.; Fahey, D. W.; Hibbard, K. A.; Dokken, D. J.; và đồng nghiệp (biên tập). Climate Science Special Report: Fourth National Climate Assessment, Volume I. Washington, D.C.: U.S. Global Change Research Program. doi:10.7930/J0J964J6. Bản gốc lưu trữ ngày 3 tháng 11 năm 2017. Truy cập ngày 10 tháng 12 năm 2021.
- Vandyck, T.; Keramidas, K.; Kitous, A.; Spadaro, J.; và đồng nghiệp (2018). "Air quality co-benefits for human health and agriculture counterbalance costs to meet Paris Agreement pledges". Nature Communications. Quyển 9 số 4939. tr. 4939. Bibcode:2018NatCo...9.4939V. doi:10.1038/s41467-018-06885-9. PMC 6250710. PMID 30467311.
- Wuebbles, D. J.; Easterling, D. R.; Hayhoe, K.; Knutson, T.; và đồng nghiệp (2017). "Chapter 1: Our Globally Changing Climate" (PDF). In USGCRP2017. Bản gốc (PDF) lưu trữ ngày 20 tháng 6 năm 2024. Truy cập ngày 10 tháng 12 năm 2021.
- Walsh, John; Wuebbles, Donald; Hayhoe, Katherine; Kossin, Kossin; và đồng nghiệp (2014). "Appendix 3: Climate Science Supplement" (PDF). Climate Change Impacts in the United States: The Third National Climate Assessment. Bản gốc (PDF) lưu trữ ngày 30 tháng 12 năm 2021. Truy cập ngày 10 tháng 12 năm 2021. {{Chú thích sách}}: Đã bỏ qua |work= (trợ giúp)
- Wang, Bin; Shugart, Herman H.; Lerdau, Manuel T. (2017). "Sensitivity of global greenhouse gas budgets to tropospheric ozone pollution mediated by the biosphere". Environmental Research Letters. Quyển 12 số 8. tr. 084001. Bibcode:2017ERL....12h4001W. doi:10.1088/1748-9326/aa7885. ISSN 1748-9326.
- Watts, Nick; Adger, W Neil; Agnolucci, Paolo; Blackstock, Jason; và đồng nghiệp (2015). "Health and climate change: policy responses to protect public health". The Lancet. Quyển 386 số 10006. tr. 1861–1914. doi:10.1016/S0140-6736(15)60854-6. hdl:10871/20783. PMID 26111439. S2CID 205979317. Lưu trữ bản gốc ngày 7 tháng 4 năm 2017.
- Watts, Nick; Amann, Markus; Arnell, Nigel; Ayeb-Karlsson, Sonja; và đồng nghiệp (2019). "The 2019 report of The Lancet Countdown on health and climate change: ensuring that the health of a child born today is not defined by a changing climate". The Lancet. Quyển 394 số 10211. tr. 1836–1878. doi:10.1016/S0140-6736(19)32596-6. ISSN 0140-6736. PMID 31733928. S2CID 207976337.
- Weart, Spencer (2013). "Rise of interdisciplinary research on climate". Proceedings of the National Academy of Sciences. Quyển 110 số Supplement 1. tr. 3657–3664. doi:10.1073/pnas.1107482109. PMC 3586608. PMID 22778431.
- Wild, M.; Gilgen, Hans; Roesch, Andreas; Ohmura, Atsumu; và đồng nghiệp (2005). "From Dimming to Brightening: Decadal Changes in Solar Radiation at Earth's Surface". Science. Quyển 308 số 5723. tr. 847–850. Bibcode:2005Sci...308..847W. doi:10.1126/science.1103215. PMID 15879214. S2CID 13124021.
- Williams, Richard G; Ceppi, Paulo; Katavouta, Anna (2020). "Controls of the transient climate response to emissions by physical feedbacks, heat uptake and carbon cycling". Environmental Research Letters. Quyển 15 số 9. tr. 0940c1. Bibcode:2020ERL....15i40c1W. doi:10.1088/1748-9326/ab97c9.
- Wolff, Eric W.; Shepherd, John G.; Shuckburgh, Emily; Watson, Andrew J. (2015). "Feedbacks on climate in the Earth system: introduction". Philosophical Transactions of the Royal Society A: Mathematical, Physical and Engineering Sciences. Quyển 373 số 2054. tr. 20140428. Bibcode:2015RSPTA.37340428W. doi:10.1098/rsta.2014.0428. PMC 4608041. PMID 26438277.
- Zeng, Ning; Yoon, Jinho (2009). "Expansion of the world's deserts due to vegetation-albedo feedback under global warming". Geophysical Research Letters. Quyển 36 số 17. tr. L17401. Bibcode:2009GeoRL..3617401Z. doi:10.1029/2009GL039699. ISSN 1944-8007. S2CID 1708267.
- Zhang, Jinlun; Lindsay, Ron; Steele, Mike; Schweiger, Axel (2008). "What drove the dramatic arctic sea ice retreat during summer 2007?". Geophysical Research Letters. Quyển 35 số 11. tr. 1–5. Bibcode:2008GeoRL..3511505Z. doi:10.1029/2008gl034005. S2CID 9387303.
- Zhao, C.; Liu, B.; và đồng nghiệp (2017). "Temperature increase reduces global yields of major crops in four independent estimates". Proceedings of the National Academy of Sciences. Quyển 114 số 35. tr. 9326–9331. doi:10.1073/pnas.1701762114. PMC 5584412. PMID 28811375.

#### Sách, báo cáo và văn kiện pháp lý
- Archer, David; Pierrehumbert, Raymond (2013). The Warming Papers: The Scientific Foundation for the Climate Change Forecast. John Wiley & Sons. ISBN 978-1-118-68733-8.
- Climate Focus (tháng 12 năm 2015). "The Paris Agreement: Summary. Climate Focus Client Brief on the Paris Agreement III" (PDF). Lưu trữ (PDF) bản gốc ngày 5 tháng 10 năm 2018. Truy cập ngày 12 tháng 4 năm 2019.{{Chú thích web}}:  Quản lý CS1: ref trùng mặc định (liên kết)
- Clark, P. U.; Weaver, A. J.; Brook, E.; Cook, E. R.; và đồng nghiệp (tháng 12 năm 2008). "Executive Summary". In: Abrupt Climate Change. A Report by the U.S. Climate Change Science Program and the Subcommittee on Global Change Research. Reston, VA: U.S. Geological Survey. Bản gốc lưu trữ ngày 4 tháng 5 năm 2013.
- Conceição; và đồng nghiệp (2020). Human Development Report 2020 The Next Frontier: Human Development and the Anthropocene (PDF) (Báo cáo). United Nations Development Programme. Truy cập ngày 9 tháng 1 năm 2021.
- DeFries, Ruth; Edenhofer, Ottmar; Halliday, Alex; Heal, Geoffrey; và đồng nghiệp (tháng 9 năm 2019). The missing economic risks in assessments of climate change impacts (PDF) (Báo cáo). Grantham Research Institute on Climate Change and the Environment, London School of Economics and Political Science.
- Dessai, Suraje (2001). "The climate regime from The Hague to Marrakech: Saving or sinking the Kyoto Protocol?" (PDF). Tyndall Centre Working Paper 12. Tyndall Centre. Bản gốc (PDF) lưu trữ ngày 10 tháng 6 năm 2012. Truy cập ngày 5 tháng 5 năm 2010.
- Dunlap, Riley E.; McCright, Aaron M. (2011). "Chapter 10: Organized climate change denial". Trong Dryzek, John S.; Norgaard, Richard B.; Schlosberg, David (biên tập). The Oxford Handbook of Climate Change and Society. Oxford University Press. tr. 144–160. ISBN 978-0-19-956660-0.
- Dunlap, Riley E.; McCright, Aaron M. (2015). "Chapter 10: Challenging Climate Change: The Denial Countermovement". Trong Dunlap, Riley E.; Brulle, Robert J. (biên tập). Climate Change and Society: Sociological Perspectives. Oxford University Press. tr. 300–332. ISBN 978-0199356119.
- Eltokhy, Khaled; Funke, Katja; Huang, Guohua; Kim, Yujin; Zinabou, Genet (ngày 29 tháng 10 năm 2021). "Monitoring the Climate Impact of Fiscal Policy – Lessons from Tracking the COVID-19 Response". IMF Working Papers (bằng tiếng Anh). Quyển 2021 số 259. tr. 1. doi:10.5089/9781589067769.001. S2CID 244644968.
- European Commission (ngày 28 tháng 11 năm 2018). In-depth analysis accompanying the Commission Communication COM(2018) 773: A Clean Planet for all – A European strategic long-term vision for a prosperous, modern, competitive and climate neutral economy (PDF) (Báo cáo). Brussels. tr. 188.
- Flavell, Alex (2014). IOM outlook on migration, environment and climate change (PDF) (Báo cáo). Geneva, Switzerland: International Organization for Migration (IOM). ISBN 978-92-9068-703-0. OCLC 913058074.
- Fleming, James Rodger (2007). The Callendar Effect: the life and work of Guy Stewart Callendar (1898–1964). Boston: American Meteorological Society. ISBN 978-1-878220-76-9.
- Fletcher, Charles (2019). Climate change : what the science tells us. Hoboken, NJ: John Wiley & Sons, Inc. ISBN 978-1-118-79306-0. OCLC 1048028378.
- Academia Brasileira de Ciéncias (Brazil); Royal Society of Canada; Chinese Academy of Sciences; Académie des Sciences (France); Deutsche Akademie der Naturforscher Leopoldina (Germany); Indian National Science Academy; Accademia Nazionale dei Lincei (Italy); Science Council of Japan, Academia Mexicana de Ciencias; Russian Academy of Sciences; Academy of Science of South Africa; Royal Society (United Kingdom); National Academy of Sciences (United States of America) (tháng 5 năm 2009). "G8+5 Academies' joint statement: Climate change and the transformation of energy technologies for a low carbon future" (PDF). The National Academies of Sciences, Engineering, and Medicine. Lưu trữ (PDF) bản gốc ngày 15 tháng 2 năm 2010. Truy cập ngày 5 tháng 5 năm 2010.
- Flynn, C.; Yamasumi, E.; Fisher, S.; Snow, D.; và đồng nghiệp (tháng 1 năm 2021). Peoples' Climate Vote (PDF) (Báo cáo). UNDP and University of Oxford. Truy cập ngày 5 tháng 8 năm 2021.
- Global Methane Initiative (2020). Global Methane Emissions and Mitigation Opportunities (PDF) (Báo cáo). Global Methane Initiative.{{Chú thích báo cáo}}:  Quản lý CS1: ref trùng mặc định (liên kết)
- Haywood, Jim (2016). "Chapter 27 – Atmospheric Aerosols and Their Role in Climate Change". Trong Letcher, Trevor M. (biên tập). Climate Change: Observed Impacts on Planet Earth. Elsevier. ISBN 978-0-444-63524-2.
- IEA (tháng 11 năm 2020). Renewables 2020 Analysis and forecast to 2025 (Báo cáo). Truy cập ngày 27 tháng 4 năm 2021.
- IEA (tháng 12 năm 2020). "Covid-19 and energy efficiency". Energy Efficiency 2020 (Báo cáo). Paris, France. Truy cập ngày 6 tháng 4 năm 2021.
- Bridle, Richard; Sharma, Shruti; Mostafa, Mostafa; Geddes, Anna (tháng 6 năm 2019). Fossil Fuel to Clean Energy Subsidy Swaps (PDF) (Báo cáo).
- Krogstrup, Signe; Oman, William (ngày 4 tháng 9 năm 2019). Macroeconomic and Financial Policies for Climate Change Mitigation: A Review of the Literature (PDF). IMF working papers. doi:10.5089/9781513511955.001. ISBN 978-1-5135-1195-5. ISSN 1018-5941. S2CID 203245445.
- Leiserowitz, A.; Carman, J.; Buttermore, N.; Wang, X.; và đồng nghiệp (2021). International Public Opinion on Climate Change (PDF) (Báo cáo). New Haven, CT: Yale Program on Climate Change Communication and Facebook Data for Good. Truy cập ngày 5 tháng 8 năm 2021.
- Meinshausen, Malte (2019). "Implications of the Developed Scenarios for Climate Change". Trong Teske, Sven (biên tập). Achieving the Paris Climate Agreement Goals. Springer International Publishing. tr. 459–469. doi:10.1007/978-3-030-05843-2_12. ISBN 978-3-030-05843-2. S2CID 133868222. {{Chú thích sách}}: Đã bỏ qua |work= (trợ giúp)
- Millar, Neville; Doll, Julie; Robertson, G. (tháng 11 năm 2014). Management of nitrogen fertilizer to reduce nitrous oxide (N2O) emissions from field crops (PDF) (Báo cáo). Michigan State University.
- Miller, J.; Du, L.; Kodjak, D. (2017). Impacts of World-Class Vehicle Efficiency and Emissions Regulations in Select G20 Countries (PDF) (Báo cáo). Washington, D.C.: The International Council on Clean Transportation.
- Müller, Benito (tháng 2 năm 2010). Copenhagen 2009: Failure or final wake-up call for our leaders? EV 49 (PDF). Oxford Institute for Energy Studies. tr. i. ISBN 978-1-907555-04-6. Lưu trữ (PDF) bản gốc ngày 10 tháng 7 năm 2017. Truy cập ngày 18 tháng 5 năm 2010.
- National Research Council (2008). Understanding and responding to climate change: Highlights of National Academies Reports, 2008 edition, produced by the US National Research Council (US NRC) (Báo cáo). Washington, D.C.: National Academy of Sciences. Lưu trữ bản gốc ngày 4 tháng 3 năm 2016. Truy cập ngày 14 tháng 1 năm 2016.
- National Research Council (2012). Climate Change: Evidence, Impacts, and Choices (PDF) (Báo cáo). Lưu trữ (PDF) bản gốc ngày 20 tháng 2 năm 2013. Truy cập ngày 9 tháng 9 năm 2017.
- Newell, Peter (ngày 14 tháng 12 năm 2006). Climate for Change: Non-State Actors and the Global Politics of the Greenhouse. Cambridge University Press. ISBN 978-0-521-02123-4. Truy cập ngày 30 tháng 7 năm 2018.
- NOAA. "January 2017 analysis from NOAA: Global and Regional Sea Level Rise Scenarios for the United States" (PDF). Lưu trữ (PDF) bản gốc ngày 18 tháng 12 năm 2017. Truy cập ngày 7 tháng 2 năm 2019.
- NRC (2008). "Understanding and Responding to Climate Change" (PDF). Board on Atmospheric Sciences and Climate, US National Academy of Sciences. Lưu trữ (PDF) bản gốc ngày 11 tháng 10 năm 2017. Truy cập ngày 9 tháng 11 năm 2010.
- Olivier, J. G. J.; Peters, J. A. H. W. (2019). Trends in global CO2 and total greenhouse gas emissions (PDF). The Hague: PBL Netherlands Environmental Assessment Agency.
- Oreskes, Naomi (2007). "The scientific consensus on climate change: How do we know we're not wrong?". Trong DiMento, Joseph F. C.; Doughman, Pamela M. (biên tập). Climate Change: What It Means for Us, Our Children, and Our Grandchildren. The MIT Press. ISBN 978-0-262-54193-0.
- Oreskes, Naomi; Conway, Erik (2010). Merchants of Doubt: How a Handful of Scientists Obscured the Truth on Issues from Tobacco Smoke to Global Warming . Bloomsbury Press. ISBN 978-1-59691-610-4.
- Pew Research Center (tháng 11 năm 2015). Global Concern about Climate Change, Broad Support for Limiting Emissions (PDF) (Báo cáo). Truy cập ngày 5 tháng 8 năm 2021.
- REN21 (2020). Renewables 2020 Global Status Report (PDF). Paris: REN21 Secretariat. ISBN 978-3-948393-00-7.{{Chú thích sách}}:  Quản lý CS1: tên số: danh sách tác giả (liên kết)
- Royal Society (ngày 13 tháng 4 năm 2005). Economic Affairs – Written Evidence. The Economics of Climate Change, the Second Report of the 2005–2006 session, produced by the UK Parliament House of Lords Economics Affairs Select Committee. UK Parliament. Lưu trữ bản gốc ngày 13 tháng 11 năm 2011. Truy cập ngày 9 tháng 7 năm 2011.
- Setzer, Joana; Byrnes, Rebecca (tháng 7 năm 2019). Global trends in climate change litigation: 2019 snapshot (PDF). London: the Grantham Research Institute on Climate Change and the Environment and the Centre for Climate Change Economics and Policy.
- Steinberg, D.; Bielen, D.; và đồng nghiệp (tháng 7 năm 2017). Electrification & Decarbonization: Exploring U.S. Energy Use and Greenhouse Gas Emissions in Scenarios with Widespread Electrification and Power Sector Decarbonization (PDF) (Báo cáo). Golden, Colorado: National Renewable Energy Laboratory.
- Teske, Sven, biên tập (2019). "Executive Summary" (PDF). Achieving the Paris Climate Agreement Goals: Global and Regional 100% Renewable Energy Scenarios with Non-energy GHG Pathways for +1.5 °C and +2 °C. Springer International Publishing. tr. xiii–xxxv. doi:10.1007/978-3-030-05843-2. ISBN 978-3-030-05843-2. S2CID 198078901.
- Teske, Sven; Nagrath, Kriti; Morris, Tom; Dooley, Kate (2019). "Renewable Energy Resource Assessment". Trong Teske, Sven (biên tập). Achieving the Paris Climate Agreement Goals. Springer International Publishing. tr. 161–173. doi:10.1007/978-3-030-05843-2_7. hdl:10453/139583. ISBN 978-3-030-05843-2. S2CID 134370729. {{Chú thích sách}}: Đã bỏ qua |work= (trợ giúp)
- Teske, Sven (2019). "Trajectories for a Just Transition of the Fossil Fuel Industry". Trong Teske, Sven (biên tập). Achieving the Paris Climate Agreement Goals. Springer International Publishing. tr. 403–411. doi:10.1007/978-3-030-05843-2_9. hdl:10453/139584. ISBN 978-3-030-05843-2. S2CID 133961910. {{Chú thích sách}}: Đã bỏ qua |work= (trợ giúp)
- UN FAO (2016). Global Forest Resources Assessment 2015. How are the world's forests changing? (PDF) (Báo cáo). Food and Agriculture Organization of the United Nations. ISBN 978-92-5-109283-5. Truy cập ngày 1 tháng 12 năm 2019.
- United Nations Environment Programme (2019). Emissions Gap Report 2019 (PDF). Nairobi. ISBN 978-92-807-3766-0.{{Chú thích sách}}:  Quản lý CS1: địa điểm thiếu nhà xuất bản (liên kết)
- United Nations Environment Programme (2021). Emissions Gap Report 2021 (PDF). Nairobi. ISBN 978-92-807-3890-2.{{Chú thích sách}}:  Quản lý CS1: địa điểm thiếu nhà xuất bản (liên kết)
- UNEP (2018). The Adaptation Gap Report 2018. Nairobi, Kenya: United Nations Environment Programme (UNEP). ISBN 978-92-807-3728-8.
- UNFCCC (1992). United Nations Framework Convention on Climate Change (PDF).
- UNFCCC (1997). "Kyoto Protocol to the United Nations Framework Convention on Climate Change". United Nations.
- UNFCCC (ngày 30 tháng 3 năm 2010). "Decision 2/CP.15: Copenhagen Accord". Report of the Conference of the Parties on its fifteenth session, held in Copenhagen from 7 to 19 December 2009. United Nations Framework Convention on Climate Change. FCCC/CP/2009/11/Add.1. Lưu trữ bản gốc ngày 30 tháng 4 năm 2010. Truy cập ngày 17 tháng 5 năm 2010.
- UNFCCC (2015). "Paris Agreement" (PDF). United Nations Framework Convention on Climate Change.
- UNFCCC (ngày 26 tháng 2 năm 2021). Nationally determined contributions under the Paris Agreement Synthesis report by the secretariat (PDF) (Báo cáo). United Nations Framework Convention on Climate Change.
- Park, Susin (tháng 5 năm 2011). "Climate Change and the Risk of Statelessness: The Situation of Low-lying Island States" (PDF). United Nations High Commissioner for Refugees. Lưu trữ (PDF) bản gốc ngày 2 tháng 5 năm 2013. Truy cập ngày 13 tháng 4 năm 2012.
- United States Environmental Protection Agency (2016). Methane and Black Carbon Impacts on the Arctic: Communicating the Science (Báo cáo). Lưu trữ bản gốc ngày 6 tháng 9 năm 2017. Truy cập ngày 27 tháng 2 năm 2019.
- Van Oldenborgh, Geert-Jan; Philip, Sjoukje; Kew, Sarah; Vautard, Robert; và đồng nghiệp (2019). "Human contribution to the record-breaking June 2019 heat wave in France". Semantic Scholar. S2CID 199454488.
- State and Trends of Carbon Pricing 2019 (PDF) (Báo cáo). Washington, D.C.: World Bank. tháng 6 năm 2019. doi:10.1596/978-1-4648-1435-8. hdl:10986/29687.
- World Health Organization (2014). Quantitative risk assessment of the effects of climate change on selected causes of death, 2030s and 2050s (PDF) (Báo cáo). Geneva, Switzerland. ISBN 978-92-4-150769-1.
- World Health Organization (2016). Ambient air pollution: a global assessment of exposure and burden of disease (Báo cáo). Geneva, Switzerland. ISBN 978-92-4-1511353.
- World Health Organization (2018). COP24 Special Report Health and Climate Change (PDF). Geneva. ISBN 978-92-4-151497-2.{{Chú thích sách}}:  Quản lý CS1: địa điểm thiếu nhà xuất bản (liên kết)
- World Meteorological Organization (2021). WMO Statement on the State of the Global Climate in 2020. WMO-No. 1264. Geneva. ISBN 978-92-63-11264-4. Bản gốc lưu trữ ngày 19 tháng 4 năm 2021. Truy cập ngày 10 tháng 12 năm 2021.{{Chú thích sách}}:  Quản lý CS1: địa điểm thiếu nhà xuất bản (liên kết)
- Hallegatte, Stephane; Bangalore, Mook; Bonzanigo, Laura; Fay, Marianne; và đồng nghiệp (2016). Shock Waves : Managing the Impacts of Climate Change on Poverty. Climate Change and Development (PDF). Washington, D.C.: World Bank. doi:10.1596/978-1-4648-0673-5. hdl:10986/22787. ISBN 978-1-4648-0674-2.
- World Resources Institute (tháng 12 năm 2019). Creating a Sustainable Food Future: A Menu of Solutions to Feed Nearly 10 Billion People by 2050 (PDF). Washington, D.C. ISBN 978-1-56973-953-2.{{Chú thích sách}}:  Quản lý CS1: địa điểm thiếu nhà xuất bản (liên kết)